# Storia del Paris Saint-Germain Football Club
(Fédération Internationale de Football Association, 2007.)
La storia del Paris Saint-Germain Football Club, società calcistica francese con sede a Parigi, si estende per più di un secolo. Fondata in occasione dell'inaugurazione del Camp des Loges agli inizi del XX secolo, la sua prima sede societaria venne stabilita presso la Kennedy Avenue a Saint-Germanois, nel 1904. Il nome d'origine fu Stade Saint-Germain, derivato dal comune dove venne fondato.
L'acquisizione del club da parte del canale televisivo francese Canal+, avvenuta nel 1981, diede inizio a una serie di vittorie a livello nazionale e all'ingresso del club nell'élite del calcio internazionale. La squadra fu nominata dall'Istituto Internazionale di Storia e Statistica del Calcio, organizzazione riconosciuta dalla FIFA, il migliore club internazionale dell'anno nel 1994 e il sesto dell'anno nel 1996. Dopo un breve periodo di crisi, il sodalizio parigino venne acquistato dal fondo Qatar Sports Investments, il quale, tramite costose campagne acquisti, riportò la squadra tra le società più competitive a livello europeo e le consentì di egemonizzare la scena calcistica nazionale, avendo il PSG vinto sette su otto campionati disputati tra il 2013 e il 2020.

## Le origini: Stade Saint-Germain

### Dagli albori agli anni 1950
Lo Stade Saint-Germain nacque nell'estate del 1904 a Parigi in occasione dell'inaugurazione dell'impianto sportivo Campo des Loges, destinato a ospitare le partite casalinghe del club. Il primo presidente fu Félix Boyer. Nello stesso anno il club si affiliò all'Unione delle società francesi degli sport atletici, partecipando così nel campionato di quarta divisione, allora noto con il nome di Promotion de Première Division (Promozione di prima divisione). Nel 1921, come gli altri membri dell'USFSA, il Saint-Germain si unì con la FFFA, una federazione calcistica fondata nel 1919, abbandonando in questo modo il campionato di quarta divisione in favore della sesta divisione (D6) della Ligue de Paris.
Sempre nel 1921 venne nominato Georges Aubry presidente del Saint-Germain, il quale apportò alcune modifiche alla divisa: da una maglia a strisce verticali rossoblu si passò a un semplice abito bianco. Nella stagione 1925-26 il club raggiunse il primo posto nel secondo girone della D6, guadagnando l'accesso alla quinta serie (D5) della Ligue de Paris. All'inizio degli anni 1930, il calcio francese venne ridimensionato per renderlo professionistico: infatti le squadre capaci di sostenere notevoli spese abbandonarono le leghe regionali e si iscrissero nei campionati nazionali. Lo Stade Saint-Germain non rientrò tra esse e perciò rimase nelle leghe regionali. Nella stagione 1948-49, sotto la guida dell'ex calciatore Henri Patrelle, il Saint-Germain raggiunse i trentaduesimi della coppa nazionale, dove venne sconfitto 4-2 dall'Olympique Saint-Quentin.

### Gli anni 1950 e 1960
Questa impresa si ripeté nella stagione 1950-51, dove venne sconfitto 6-1 dal Nancy, squadra che in quel periodo militò nella massima serie. Nella stessa stagione concluse il campionato al secondo posto, da sole sette lunghezze rispetto all'Amicale. Per il primo trofeo bisognò attendere fino alla stagione 1956-57, quando il Saint-Germain raggiunse il primo posto il campionato regionale, conquistando anche la promozione in CFA (paragonabile alla terza divisione). Negli anni 1960 il club parigino raggiunse più volte i sedicesimi di finale della coppa nazionale (1961-62 e 1966-67), perdendo rispettivamente contro Reims e Lilla. Nella stagione 1968-69 i Blancs raggiunsero i quarti di finale, battendo rispettivamente Ajaccio (3-2), La Ciotat (2-1) ed Évreux (3-1).

## Gli anni 1970 e 1980

### Nascita del Paris SG (1970-1972)
(Frammenti del discorso dell'imprenditore Guy Crescent al momento di essere eletto presidente del Paris Saint-Germain. Parigi, 28 luglio 1970.)
Poitiers, 23 agosto 1970
Stade Paul-Rébeilleau

Groupe Centre
1ª giornata
 Stade Poitevin – Paris SG 

1 – 1
- Spettatori: 4 022
- Marcatori:  69’ Guignedoux

Vista la mancanza di una squadra parigina nella massima serie nazionale, dopo la rinuncia dello status per motivi finanziari da parte del Racing Club, la Federazione calcistica francese si incaricò di riportare Parigi nell'élite calcistica della Francia e quindi aprì un'inchiesta di 60 000 membri per risolvere tale problema. Durante l'inchiesta si decise il nome della nuova squadra destinata nell'impresa: Paris Saint-Germain. A tal proposito due anni prima la federazione fondò il Paris FC, squadra priva di calciatori, di staff e di iscrizione a un campionato. Quindi necessitava il bisogno di una squadra parigina che potesse fondersi con essa: fu scelto lo Stade Saint-Germain vista la sua promozione in seconda divisione. Il 17 giugno le due società si misero d'accordo e l'ufficialità venne ufficializzata il 12 agosto. Come presidente venne scelto Pierre Etienne Guyot, mentre come direttore sportivo e direttore amministrativo vennero scelti rispettivamente Henri Patrelle e Guy Crescent. Il primo calciatore a vestire la maglia della nuova squadra parigina fu Jean Djorkaeff, capitano della Nazionale francese. La prima partita del Paris SG fu un'amichevole contro il Quevilly, terminata 2-1 a favore dei normanni.
La prima stagione della nuova squadra parigina fu disputata in seconda serie, nella quale esordì contro il Poitiers, partita terminata 1-1 grazie a una rete di Guignedoux. La prima sconfitta avvenne il 25 ottobre 1970 contro il Châteauroux, subendo due reti da parte dei castelroussins. Dopo la vittoria per 4-1 contro il Lilla, il Paris SG concluse il campionato al primo posto con 17 vittorie, 11 pareggi e 2 sconfitte, per un totale di 45 punti nelle 30 partite disputate e quindi il primo trofeo e la prima promozione in massima serie.
Nella seconda stagione la squadra parigina intravise l'arrivo del brasiliano Pelé, ma per motivi famigliari l'attaccante brasiliano non poté rispettare gli accordi presi tra il Santos e il Paris SG e dovette restare in patria. Comunque, tra gli acquisti poté vantare il difensore campione del mondo del 1970 Joel Camargo. Il debutto in massima serie avvenne l'11 agosto 1971 contro l'Angers, partita terminata 2-0 a favore degli angioini. Il Paris SG terminò la prima stagione tra i professionisti al 16º posto, vantando una vittoria per 4-1 nel derby di Parigi contro il Red Star. A fine stagione la squadra parigina si trovò in una difficile situazione finanziaria che avrebbe potuto essere risolta nell'immediato dal Consiglio di Parigi, ma solo se il nome del club venisse rinominato in Paris Football Club. A questa richiesta lo Stade Saint-Germain rifiutò categoricamente, mentre il Paris FC ne fu d'accordo. Questo portò la separazione delle due società in Paris Football Club, che rimase in massima serie, e in Paris Saint-Germain, relegata in terza serie. Come nuovo presidente venne scelto Henri Patrelle, mentre tutti i calciatori lasciarono il club a favore del Paris FC. Intanto la squadra giovanile raggiunse la finale della coppa Gambardella, persa 5-1 contro il Tolosa.

### L'era Hechter (1973-1978)

#### 1972-1974: gli anni nelle serie inferiori
Dopo la relegazione in terza serie, la squadra di Saint-Germain fu costretta a cedere tutti i giocatori professionisti al Paris FC, tranne Py, Choquier, Béréau, Leonetti e Brost. La squadra fu quindi composta principalmente da calciatori provenienti dalla seconda squadra parigina. La prima stagione in terza serie si concluse al secondo posto, dietro al Quevilly, potendo vantare tra l'altro un 7-0 rifilato al Concarneau grazie anche a una tripletta di Christian André, quinto nella classifica cannonieri del campionato.
All'inizio della stagione 1973-74 un nuovo riassetto societario portò alla guida della squadra lo stilista francese Daniel Hechter, che assunse per quella stagione la carica di amministratore delegato. Con Just Fontaine e Robert Vicot alla direzione tecnica della squadra, il Paris Saint-Germain migliorò non poco le proprie prestazioni a dispetto delle difficoltà amministrative dovute ai finanziamenti del comune, giungendo infine al secondo posto, valido per l'accesso play-off-promozione contro la seconda classificata del secondo raggruppamento. Nello stesso periodo la sede della squadra parigina venne spostata a Saint-Germain-en-Laye.
Vincendo allo spareggio contro il Valenciennes, i parigini ritornarono la massima serie dopo averla persa a causa della scissione della società avvenuta due anni prima. In quella stessa stagione la squadra fu autrice di una buona prestazione in Coppa di Francia, dove furono fermati ai quarti di finale dallo Stade de Reims, vincitore per 5-0 nella gara di andata giocata al Parco dei Principi. Da aggiungere che i rivali del Paris FC retrocedettero in seconda serie nella medesima stagione.

#### 1974-1978: nell'élite del calcio francese

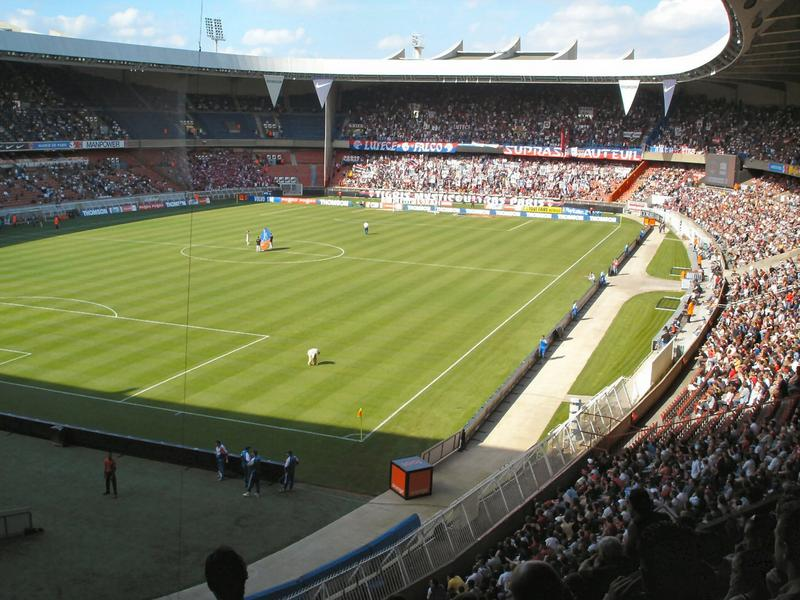
Il Parco dei Principi, lo stadio utilizzato dal Paris SG dal 1974.

Nel giugno del 1974 il presidente Patrelle abdicò a favore dello stilista Hechter, diventando così il nuovo proprietario della società parigina. Il primo acquisto sotto la nuova dirigenza fu l'algerino Mustapha Dahleb, pagato 1,35 milioni di franchi. Nella stessa stagione il Paris SG trasferì la propria sede calcistica al Parco dei Principi, stadio ristrutturato nel 1972 per ospitare partite di calcio e rugby. La prima partita nel nuovo stadio fu giocata il 13 agosto 1974 contro il Metz, nella quale l'attaccante congolese François M'Pelé segnò la rete che aprì le marcature. Invece la prima vittoria avvenne nella quinta giornata di campionato contro l'Angers, grazie proprio a una tripletta dell'attaccante congolese. Bensì la prima vittoria in trasferta della società parigina sotto la nuova gestione fu contro il Troyes, avvenuta la giornata successiva dalla rimonta del Lione da un 0-4 a un 4-4 in soli undici minuti. Terminò la stagione al quindicesimo posto in campionato, mentre raggiunse le semifinali della coppa nazionale, sconfiggendo rispettivamente SR Saint-Dié, Sète, Sochaux e Marsiglia, ma venendo sconfitto dal Lens.
Nella stagione successiva, il Paris SG organizzò un evento calcistico amichevole intitolato alla città di Parigi, nel quale la squadra parigina raggiunse la finale, persa 1-0 contro il Valencia. Dopo quattro partite di campionato, l'allenatore Vicot si dimise a favore di Fontaine. Inoltre venne inaugurato il centro d'allenamento Ooredoo, nelle fondamenta del vecchio Camp des Loges a Saint-Germain-en-Laye. La seconda stagione sotto Hechter si concluse al quattordicesimo posto in campionato oltre al raggiungimento dei quarti di finale della coppa nazionale.
La stagione 1976-77 vide l'addio da parte del centrocampista Jean-Pierre Dogliani, dopo il no da parte del Bayern Monaco per il campione del mondo Franz Beckenbauer per motivi finanziari. Durante questa stagione l'attaccante Mustapha Dahleb fu il primo calciatore della società parigina a vincere un trofeo, il trofeo Perrier, dato ai migliori calciatori ogni mese. Il nuovo allenatore della squadra parigina fu Velibor Vasović, dimesso verso la fine del campionato e sostituito da Ilja Pantelić insieme a Pierre Alonzo. La sessione successiva di calciomercato vide l'arrivo dell'attaccante Carlos Bianchi, capocannoniere del campionato nelle due edizioni precedenti con la maglia del Reims. Infatti proprio l'attaccante argentino guidò la sua squadra verso l'undicesimo posto in classifica, dopo una serie di quattro vittorie consecutive e delle prime quattro reti in una partita nella storia parigina. Nel gennaio del 1978 il presidente dovette abdicare per un problema nello stadio riguardo alla biglietteria: come suo successore venne scelto il vice-presidente Francis Borelli.

### L'era Borelli (1978-1991)

#### 1978-1980: Da Larqué a Vasović

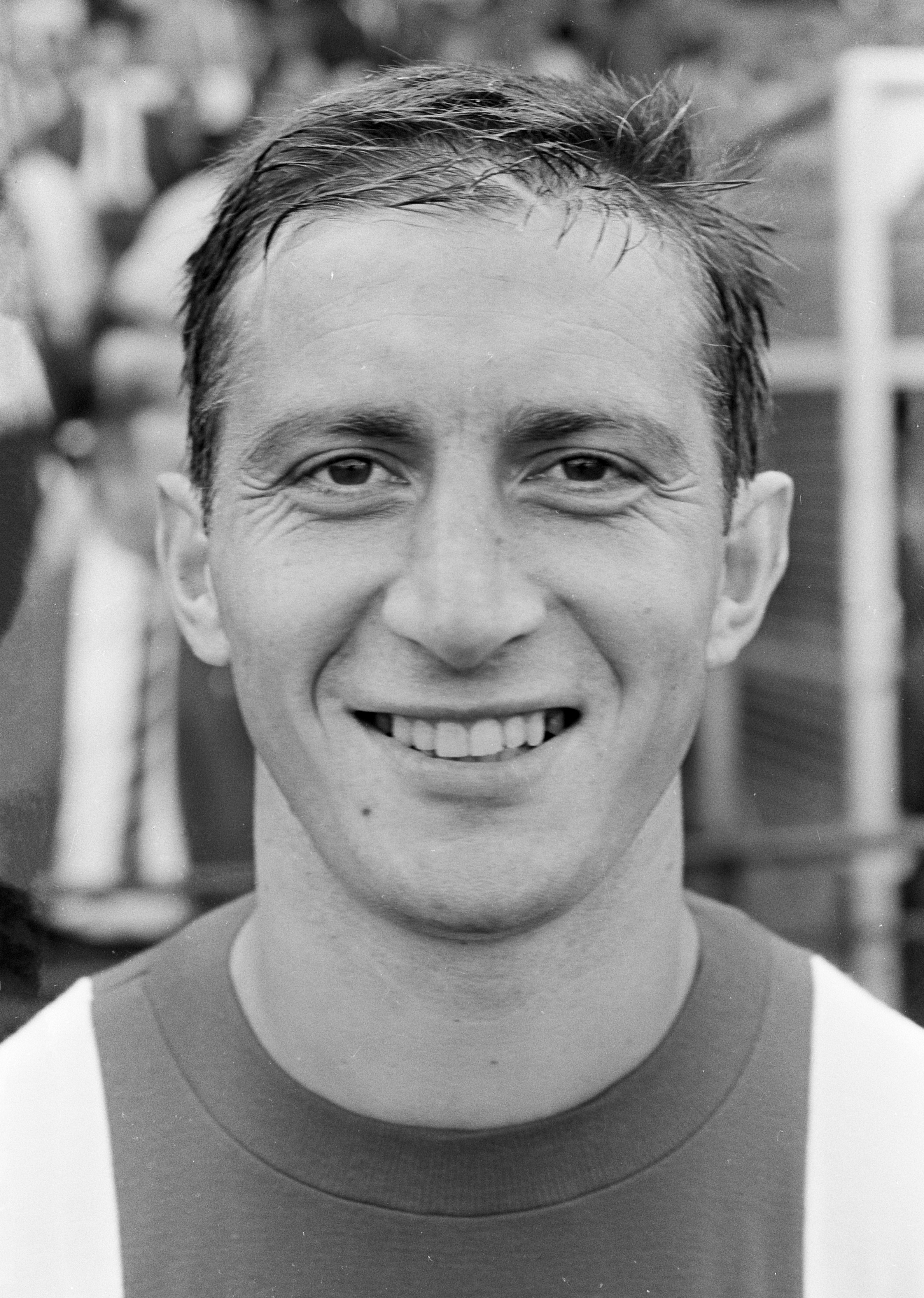
Velibor Vasović, allenatore del Paris SG dal 1976 al 1979.

Visti i numerosi problemi finanziari, il Paris SG fu in procinto di fondersi con il Paris FC e il Racing, creando in questo modo una sola squadra parigina denominata Paris 1. Ma il successore di Hechter, Francis Borelli, si dimostrò in grado di superare queste difficoltà economiche, rimuovendo ogni possibilità di fondersi con le altre squadre parigine. La prima campagna acquisti sotto la nuova dirigenza vide l'arrivo del portiere nizzardo Dominique Baratelli e del centrocampista stéphanois Dominique Bathenay, ma assisti anche la cessione del centrocampista camerunese Jean-Pierre Tokoto. Inoltre l'allenatore Ilja Pantelić venne esonerato a favore dell'allenatore e centrocampista Jean-Michel Larqué. Dopo solo sette incontri, Larqué venne dimesso dal ruolo di allenatore a favore di Velibor Vasović, già allenatore della squadra parigina nella stagione 1976-77. La prima stagione sotto la nuova dirigenza terminò al tredicesimo posto in campionato, mentre nella coppa nazionale venne eliminato dal Monaco nei sedicesimi di finale.
La stagione successiva partì con le cessioni degli attaccanti François M'Pelé e Carlos Bianchi, sostituiti da tre calciatore della retrocessa Paris FC (questi acquisti sono dovuti per il mantenimento del nome Paris nella denominazione societaria): Caron, Beltramini e Huck. La stagione terminò al settimo posto in campionato, nella quale la squadra venne affidata all'allenatore francese Georges Peyroche.

#### 1980-1985: Il ciclo Peyroche e la parentesi Leduc
Sotto la guida dell'allenatore Georges Peyroche, la squadra parigina vinse i primi trofei. Nella prima stagione il Paris SG cedette il centrocampista portoghese João Alves a favore dei neo-acquisti Dominique Rocheteau (acquistato dal Saint-Étienne) e Nabatingue Toko (acquistato dal Valenciennes). Durante questa stagione, la squadra di Saint-Germain ottenne il consenso del comune per allenarsi al Parco dei Principi, fino ad allora di mancato auspicio. Questo contribuì a una serie di risultati positivi, giunti sino a undici, che permise alla squadra parigina di concludere il campionato al 5º posto.

Osvaldo Ardiles, campione del mondo nel 1978.

La seconda stagione sotto la dirigenza di Peyroche iniziò con l'arrivo dello jugoslavo Ivica Šurjak e con la naturalizzazione del franco-spagnolo Luis Miguel Fernández. Per problemi climatici, caratterizzati dalla presenza di neve e di gelo, la squadra di Borelli fu costretta ad abbandonare il Camp des Loges e trasferirsi provvisoriamente a Orléans. Dopo aver sconfitto l'US Noeux-les-Mines (0-3), la squadra parigina affrontò agli ottavi della coppa nazionale la rivale del Marsiglia, eliminata con un totale di 4 reti a 1. Sempre nella coppa eliminò il Bordeaux (3-2) e il Tours di Delio Onnis (2-1 d.c.r.), raggiungendo in questo modo la prima finale in questa competizione, avvenuta contro il Saint-Étienne. Prima della partita l'allenatore parigino confermò la medesima rosa utilizzata nella semifinale, con la presenza degli illustri Bathenay, Toko, Rocheteau, Šurjak e Fernández. Durante la partita Šurjak segnò al 19º minuto in un calcio di punizione, purtroppo la rete fu annullata in quanto la palla venne spostata prima del tiro dell'attaccante jugoslavo. I calciatori di Peyroche non si arresero e segnarono grazie a un tiro di Toko servito proprio da Šurjak. A posticipare la gioia dei tifosi parigini fu il giovane attaccante francese Michel Platini, che rimontò il vantaggio dell'attaccante parigino con una doppietta (la prima avvenuta durante i tempi regolari e la seconda agli albori dei tempi supplementari), ma nell'ultimo minuto del tempo supplementare l'attaccante Rocheteau venne servito da Šurjak e prolungò la partita fino ai calci di rigore. Questo fu favorevole al Paris SG che, grazie all'errore dal dischetto di Christian Lopez, vinse la prima coppa e il primo trofeo della propria storia.
Grazie a questo trofeo, il Paris SG raggiunse, dopo anni di tentativi, la partecipazione alla Coppa delle Coppe. Con l'acquisto del centrocampista campione del mondo nel 1978 Osvaldo Ardiles, la squadra parigina si rinforzò e fu pronta per la partecipazione a questo torneo. Il debutto nella coppa europea avvenne il 15 settembre 1982 con la sconfitta di misura contro i bulgari del Lokomotiv Sofia, risultato in seguito rimontato con un 5-1 al Parco dei Principi. In questa stagione il Paris SG poté vantare raggiungimento dei quarti di finale della Coppa delle Coppe, eliminando i gallesi dello Swansea City agli ottavi (complessivamente 3-0), ma venendo rimontati dai belgi dello Genk dopo il vantaggio dell'andata per 2-0 (la gara di ritorno terminò 3-0 a favore dei belgi). In campionato la squadra parigina si piazzò al terzo posto, risultato fino ad allora mai raggiunto, mentre nella coppa nazionale raggiunse la finale, battendo 3-2 i ligérien 
del Nantes grazie alle reti di Zaremba, Sušić e Toko. Al termine della stagione Peyroche venne esonerato.

Safet Sušić

La stagione successiva non fu delle migliori, anche se per il secondo anno consecutivo France Football nominò la squadra parigina Club of the Year: il nuovo allenatore Lucien Leduc non si dimostrò all'altezza di tale incarico (fuori dalla zona Europa in campionato ed eliminata nel primo turno della coppa nazionale) e per questo motivo si dimise in aprile a favore del ritorno di Peyroche, il quale condusse i parigini al quarto posto in campionato valido per l'accesso alla coppa UEFA. La stagione 1984-1985 si rivelerà l'ultima da allenatore di Peyroche, vincitore di due coppe nazionali: infatti il Paris SG concluse il campionato al tredicesimo posto, nella coppa UEFA venne eliminato nei sedicesimi dagli ungheresi del Videoton e perse di misura la finale della coppa nazionale a favore del Monaco (si trattò della terza finale raggiunta in quattro anni).

#### 1985-1988: Houllier e il primo campionato
La seguente campagna estiva portò alla squadra parigina giocatori di esperienza quali Joël Bats (dall'Auxerre), Michel Bibard (dal Nantes) e Pierre Vermeulen (dal MVV Maastricht), mentre la panchina venne affidata a Gérard Houllier, già allenatore del Lens. Il suo debutto in campionato avvenne nella vittoria contro il Bastia, il primo risultato utile sui seguenti ventisei (superando il record precedentemente ottenuto dal Saint-Étienne). Concluso il girone di andata con sei punti di vantaggio sul Bordeaux e sette sul Nantes, il Paris Saint-Germain continuò durante il girone di ritorno ad avanzare indisturbato verso il titolo, tremando solo alla fine a causa di un lieve calo che permise al Nantes di portarsi a due punti dalla vetta alla penultima giornata. Il verdetto definitivo fu emesso quindi all'ultimo turno, in cui i parigini, battendo in casa per 3-1 il Bastia già retrocesso, si aggiudicarono il loro primo campionato. Differente fu il cammino nella coppa nazionale: dopo le vittorie rispettivamente contro Montpellier, Mulhouse e Lens, i rosso-blu-bianchi vennero fermati dai futuri campioni del Bordeaux nelle semifinali.
Nonostante le favorevoli campagne acquisti, che videro tra i protagonisti Halilhodžić, Calderón e Wilkins, la squadra entrò in un improvviso collasso: nella stagione 1986-1987 i parigini conclusero al settimo posto il campionato e ai sedicesimi sia la coppa nazionale (eliminati dallo Strasburgo) che la coppa dei campioni (sconfitti dal Vítkovice), mentre quella seguente al quindicesimo posto il campionato e ai sedicesimi la coppa nazionale (stavolta battuti dal Sochaux).

#### 1988-1991: Le gestioni Ivić e Michel

Da destra: il capitano parigino Oumar Sène al Comunale di Torino con l'arbitro Courtney e lo juventino Tacconi, nei convenevoli prima della gara di ritorno dei sedicesimi di finale della Coppa UEFA 1989-1990.

Per la stagione 1988-89 la panchina venne affidata a Tomislav Ivić, già vincitore della Coppa Intercontinentale con il Porto. In campionato la squadra parigina partì bene: dalla settima giornata fu capolista solitaria per tutto il girone di andata, ma poi venne superata dai rivali del Marsiglia, con la quale competé per il titolo fino a maggio, dove venne battuto di misura proprio dai marsigliesi al Vélodrome. Invece nella coppa nazionale sconfisse il Clairefontaine (3-0) e il Montluçon (6-1 tra andata e ritorno), mentre decisiva fu la sconfitta casalinga contro l'Orléans (0-4) il cui pareggio del ritorno non bastò al Paris SG per passare il turno.
Nella stagione successiva il Paris Saint-Germain, che all'organico aggiunse durante l'estate i campioni d'Europa Yvon Le Roux e Daniel Bravo, non riuscì a ripetere le prestazioni della stagione precedente piazzandosi al quinto posto (a ridosso del piazzamento UEFA) dopo un buon inizio. In Coppa UEFA la squadra uscì ai sedicesimi di finale per mano della Juventus, futura vincitrice della manifestazione, mentre in Coppa di Francia i parigini uscirono al primo turno dopo la sconfitta di misura nei confronti del Valenciennes. Al termine della stagione venne esonerato Ivić a favore di Henri Michel, commissario tecnico della Nazionale francese. Artefice di una stagione pessima, costellata da risultati negativi e da una crisi finanziaria, Michel venne esonerato assieme al presidente Borelli, criticato per l'ennesima disfatta dai propri tifosi che chiesero le dimissioni del presidente.

## Gli anni 1990

### Il ciclo Jorge (1991-1994)

Valdo in campo al Delle Alpi contro la nella semifinale di andata della Coppa UEFA 1992-1993

Nel 1991 il canale televisivo a pagamento Canal+ acquistò il Paris Saint-Germain, che intraprese una vigorosa campagna di rinnovamento della rosa, affidata al portoghese Artur Jorge. Tra i protagonisti del calciomercato parigino si ricordano Laurent Fournier, Bernard Pardo e Bruno Germain, tutti centrocampisti campioni di Francia in carica in maglia marsigliese, oltre a Paul Le Guen, Valdo e David Ginola (quest'ultimo arrivato durante il calciomercato del gennaio 1992). I risultati migliorarono immediatamente in Division 1, con la squadra che conseguì il terzo posto e la conseguente qualificazione alla Coppa UEFA con largo anticipo sulla conclusione del campionato, ma non in Coppa di Francia, competizione in cui la squadra fu eliminata già ai sedicesimi di finale dal Nancy con il risultato di 3-2. 
La stagione 1992-1993, la seconda della nuova proprietà, vide spiccare tra i numerosi acquisti quello del possente attaccante liberiano George Weah, piazzatosi terzo nella classifica dei marcatori del campionato precedente in maglia monegasca. In campionato la squadra della capitale partì bene, trovandosi a comandare la classifica fino alla nona giornata, quando fu raggiunta e poi superata dal Nantes, futuro campione d'inverno. Nella coppa nazionale raggiunse la finale battendo senza subire reti rispettivamente Strasburgo, Annecy, Monaco e Bordeaux: in finale affrontò il Nantes, che fu sconfitto per 3-0 grazie alle reti di Antoine Kombouaré (rigore), David Ginola e Alain Roche. In Coppa UEFA la squadra di Parigi sconfisse ai trentaduesimi di finale i greci del PAOK (andata 2-0 e il ritorno 3-0 a tavolino), ai sedicesimi gli italiani del Napoli (decisivo lo 0-2 al San Paolo), negli ottavi i belgi dell'Anderlecht (decisiva la rete di Kombouaré nel pari al Constant Vanden Stock) e ai quarti il Real Madrid (andata: 3-1 per gli spagnoli, ritorno: 4-1 a favore dei francesi), ma in semifinale fu eliminato dalla Juventus (2-1 all'andata al Delle Alpi, 0-1 al ritorno, sempre a favore degli juventini).

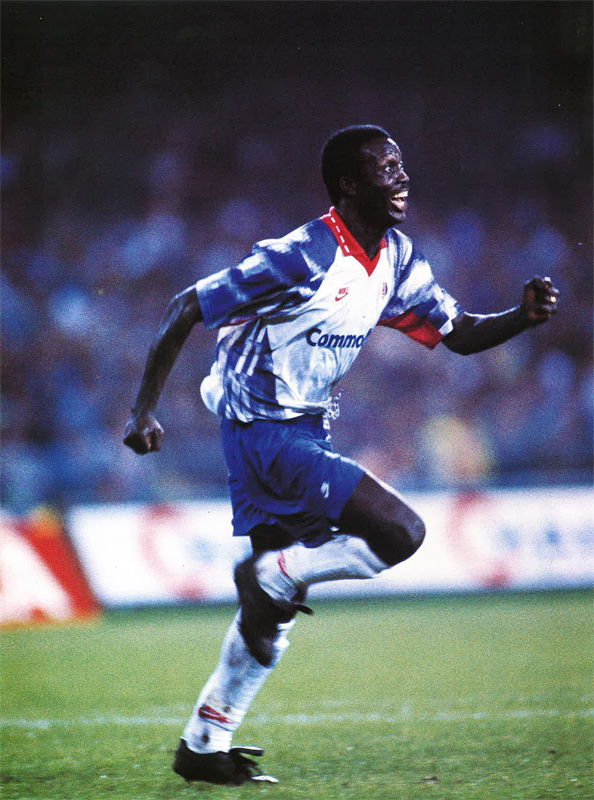
George Weah esulta dopo uno dei suoi due gol che decisero la sfida tra e Paris Saint-Germain (0-2) al San Paolo, valevole per l'andata dei sedicesimi di finale della Coppa UEFA 1992-1993

La terza stagione sotto la nuova dirigenza fu fruttuosa: dopo una partenza altalenante in campionato con due sconfitte in sei partite, il Paris SG si portò dapprima al secondo posto dietro il Bordeaux e poi in vetta, dove rimase fino al termine della stagione, laureandosi campione di Francia con due giornate d'anticipo. Nella coppa nazionale raggiunse i quarti, dove venne eliminata dal Lens (da tenere in considerazione il 10-0 a favore dei parigini ai trentaduesimi contro il Côte Chaude). In Coppa UEFA raggiunse nuovamente la semifinale eliminando i ciprioti dell'APOEL (3-0 nel complessivo), i rumeni dell'Universitatea Craiova (6-0 tra andata e ritorno) e gli spagnoli del Real Madrid (1-0 all'andata, 1-1 al ritorno), prima di essere fermato dagli inglesi dell'Arsenal (1-1 all'andata, 0-1 al ritorno a favore dei londinesi). Al termine della stagione Jorge venne esonerato.

### Da Fernández a Ricardo (1994-1998)
Per la stagione 1994-1995 la panchina fu affidata al francese Luis Miguel Fernández, che nell'annata precedente aveva guidato al sesto posto la matricola Cannes. Nella prima stagione alla guida del club il tecnico condusse il PSG al terzo posto in campionato, dietro al Nantes e al Lione. La squadra parigina approdò per la terza stagione di fila alla semifinale di una coppa europea, stavolta la prestigiosa Champions League, dopo aver concluso la fase a gironi senza sconfitte (primo posto con sei punti davanti al Bayern Monaco secondo) ed eliminato gli spagnoli del Barcellona ai quarti (1-1 all'andata al Camp Nou, 2-1 al ritorno al Parco dei Principi). La semifinale oppose il PSG al Milan di Fabio Capello, campione d'Europa in carica, che prevalse sia all'andata (0-1 a Parigi) che al ritorno (2-0 a San Siro). Nella coppa nazionale il PSG sconfisse in semifinale il Marsiglia (2-0) e in finale lo Strasburgo (1-0 grazie alla rete di Le Guen). In questa stagione fu inaugurata una nuova competizione, denominata Coppa di Lega. Nella prima edizione del trofeo furono proprio i giocatori del PSG ad avere la meglio in finale (2-0 al Bastia).

La formazione del Paris SG battuta dal a San Siro nella semifinale di ritorno della UEFA Champions League 1994-1995

L'estate del 1995 segnò alcune partenze importanti: lasciarono il club George Weah, che alla fine dell'anno sarebbe stato insignito del prestigioso Pallone d'oro, David Ginola e Valdo. I volti nuovi furono Patrice Loko e Youri Djorkaeff. 
La stagione 1995-1996 fu altrettanto vincente: concluso al secondo posto il campionato 1995-1996 dietro all'Auxerre (a causa di un vistoso calo iniziato nel gennaio 1996) e agli ottavi la coppa nazionale proprio contro l'Auxerre poi vincitore dell'edizione, il Paris Saint-Germain si aggiudicò il primo trofeo internazionale, la Coppa delle Coppe, battendo in finale il Rapid Vienna grazie alla rete di N'Gotty. Malgrado il successo in una finale europea, il secondo assoluto di un club francese nella storia delle competizioni UEFA per club, al termine della stagione Fernández fu esonerato. Si chiuse così un ciclo di successi iniziato proprio dall'allenatore francese di origine spagnola.
La stagione seguente vide un tandem sulla panchina del PSG: ad allenare il Paris SG furono contemporaneamente Ricardo e Joël Bats, entrambi ex calciatori della squadra della capitale. Gli effetti della sentenza Bosman iniziarono a farsi sentire: fu ceduta la stella Youri Djorkaeff. Sotto la guida dei due allenatori, i parigini conclusero al secondo posto il campionato dietro al Monaco dopo un girone d'andata da inseguitori; nella coppa nazionale furono eliminati a sorpresa agli ottavi dagli alverniati del Clermont, mentre in Coppa delle Coppe raggiunsero nuovamente la finale, battendo rispettivamente Vaduz (7-0 nel complessivo), Galatasaray (4-2 per i turchi all'andata, 4-0 per i francesi al ritorno), AEK Atene (0-0 all'andata, 3-0 al ritorno) e Liverpool (3-0 per i francesi all'andata, 2-0 per gli inglesi al ritorno), ma venendo sconfitti di misura dal Barcellona. Una grossa delusione riservò la Supercoppa UEFA, competizione in cui la squadra guidata da Ricardo venne battuta dalla Juventus per 1-6 all'andata al Parco dei Principi, il 15 gennaio 1997, e per 3-1 al ritorno allo Stadio La Favorita di Palermo tre settimane più tardi (le reti dei parigini furono siglate unicamente da Raí).
Alla fine della stagione Canal+ passò a controllare dal 34% il 51% delle azioni, divenendo così l'azionista di maggioranza del club.
La stagione 1997-98 fu l'ultima da allenatore del club per Ricardo. Il PSG terminò all'ottavo posto il campionato e fu eliminato alla fase a gironi della Champions League (secondo posto dietro al Bayern Monaco per differenza reti). Vinse, tuttavia, due trofei in patria, la coppa nazionale (2-1 contro il Lens in finale) e la Coppa di Lega (4-2 ai tiri di rigore contro il Bordeaux).

### Biennio 1998-2000
Il nuovo presidente Charles Biétry rivoluzionò l'intera rosa, facendo partire tutti i calciatori della stagione precedente in favore di giovani talenti come Alain Goma, Yann Lachuer e Nicolas Laspalles. A guidare la squadra fu scelto Alain Giresse. La stagione si rivelò disastrosa per i parigini, che conclusero il campionato all'ottavo posto e furono eliminati dalle coppe nei primi turni. Il brutto avvio comportò il licenziamento dell'allenatore, sostituito dapprima con l'ex calciatore del PSG Artur Jorge (da ottobre a marzo) e poi da Philippe Bergerôo, il quale venne riconfermato per la stagione successiva dal presidente Laurent Perpère (in carica dal dicembre 1998).
La stagione seguente iniziò bene: vincendo le prime tre partite il Paris Saint-Germain fu la prima squadra a portarsi al comando solitario della classifica, poi raggiunta e superata di dieci punti dai rivali del Monaco, che mantenne la vetta per tutto il campionato. La squadra parigina terminò seconda, a due punti dal Lione, qualificandosi alla Champions League della successiva stagione. Nella coppa nazionale fu eliminata agli ottavi di finale dallo Strasburgo, mentre in Coppa di Lega raggiunse la finale, dove venne sconfitta clamorosamente dal Gueugnon.

## Gli anni 2000

### Il periodo 2000-2004

Frédéric Déhu solleva la Coppa Intertoto UEFA 2001.

Per la stagione 2000-2001 vennero acquistati il fresco campione d'Europa col Real Madrid Nicolas Anelka, i centrocampisti provenienti dal Marsiglia Stéphane Dalmat e Peter Luccin, i difensori Frédéric Déhu e Sylvain Distin, oltre al portiere Lionel Letizi. Vampeta e Mikel Arteta vengono acquistati a gennaio rispettivamente dall'Inter e dal Barcellona. In campionato, dopo un inizio di stagione positivo che vide la squadra parigina al primo posto dalla nona alla quattordicesima giornata, il Paris SG raggiunse il nono posto che gli permette l'accesso alla Coppa Intertoto UEFA 2001. In coppa venne eliminata nei sedicesimi di finale dall'Auxerre con un risultato a favore dei borgognoni per 4-0. Riguardo alla Champions League, superarono la prima fase a gironi con le vittorie contro Helsingborgs (4-1 all'andata, poi pareggiata 1-1 al ritorno), Rosenborg (battuta 7-2 al ritorno dopo una sconfitta in trasferta per 3-1) e Bayern Monaco (battuta 1-0 al Parco dei Principi; persa 2-0 in Germania). Nella seconda fase della Champions, il Paris SG, inserito nel gruppo con Galatasaray, Milan e Deportivo La Coruña ottiene un successo, due pareggi e tre sconfitte. Nell'ultimo incontro giocato a marzo, costretto alla vittoria interna contro il Galatasaray, si impone 2-0 ed evita di essere estromesso dalla massima competizione europea per club priva di vittorie. Durante il periodo estivo la squadra parigina vinse l'Intertoto, cosa che gli permise di partecipare alla Coppa UEFA della stagione successiva.
Nella stagione 2001-2002 la squadra parigina ebbe uno dei migliori organici della propria storia dal punto di vista delle individualità, tra cui figuravano Ronaldinho (poi capocannoniere della squadra per due stagioni consecutive), Nicolas Anelka, Mikel Arteta, Aloísio, Gabriel Heinze, Hugo Leal, Lorik Cana ed Édouard Cissé. Nonostante ciò la stagione fu deludente: in campionato il PSG terminò al quarto posto dietro al Lione, al Lens e all'Auxerre; nella coppa nazionale e nella Coppa di Lega venne eliminata ai quarti dal Lorient (Coppa di Francia) e in semifinale contro i girondini del Bordeaux (Coppa di Lega), mentre in Coppa UEFA raggiunse i sedicesimi di finale, dove fu sconfitta dalla squadra scozzese dei Rangers ai tiri di rigore. Al termine della stagione Ronaldinho si laureò campione del mondo con la nazionale brasiliana.

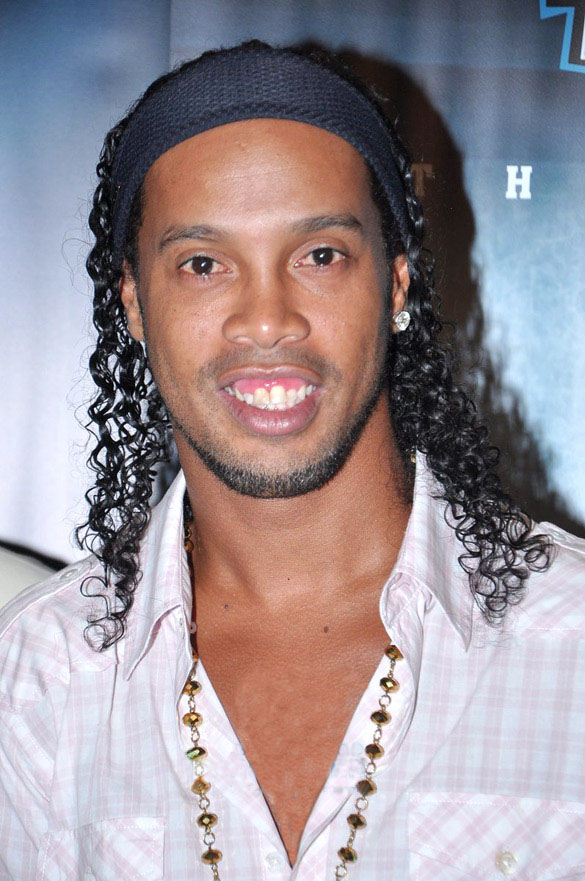
Ronaldinho ha militato nel PSG dal 2001 al 2003.

Anche la stagione successiva fu un insuccesso, malgrado la presenza di Ronaldinho e un ottimo inizio stagionale: in attacco il neo-acquisto Martín Cardetti confermò le speranze riposte in lui mettendo a segno tra campionato e coppe otto reti, di cui una nella vittoria interna per 3-0 nel derby di Francia (le classique) contro l'Ohème al Parco dei Principi, partita in cui ci fu anche la doppietta dell'attaccante brasiliano. Dopo questa impresa, però, giunse un periodo di crisi con quattro sconfitte consecutive in campionato e a causa di alcune divergenze tra Ronaldinho e l'allenatore Luis Fernández. Inoltre nel mese di dicembre la squadra della capitale venne eliminata sia della Coppa di Lega (sconfitta per 2-3 contro il Nantes) che dalla Coppa UEFA (per la regola dei gol in trasferta), mentre in campionato scese al nono posto, ad otto punti di distanza dalla prima. Nel mese di gennaio i risultati migliorarono, ma rimasero comunque irregolari. La squadra sconfisse nuovamente il Marsiglia in coppa nazionale 2-1 grazie alle reti di Mauricio Pochettino e Fabrice Fiorèse, ma in campionato perse altre tre partite di fila, tra cui una subendo una rimonta dal Guingamp di Didier Drogba (dal 2-0 iniziale al 2-3, con doppietta dello stesso attaccante ivoriano). Nonostante i positivi risultati ottenuti nel mese di marzo, tra cui la terza vittoria stagionale contro il Marsiglia (0-3 al Vélodrome), la qualificazione a una coppa europea non fu più possibile, pertanto il club puntò sulla vittoria della coppa nazionale, in cui sconfisse in semifinale i girondini del Bordeaux. Terminato il campionato all'undicesimo posto, il Paris SG dovette affrontare nella finale della coppa allo Stade de France l'Auxerre. Malgrado avesse segnato il momentaneo 1-0, subì l'espulsione dell'autore della rete Hugo Leal, si fece rimontare e venne sconfitta per 2-1, terminando la stagione senza qualificazione a una coppa europea. Alla fine della stagione Ronaldinho (12 reti) fu ancora il miglior marcatore della squadra.
Dopo una stagione sottotono, la direzione decise di ridimensionare la squadra parigina esonerando Fernández e affidando il progetto al presidente-delegato Francis Graille e all'allenatore bosniaco Vahid Halilhodžić, che avrebbero dovuto ricostruire una grande squadra nell'arco di due anni. Con il fatturato dalla cessione di Ronaldinho al Barcellona il Paris SG poté acquistare Pauleta dal Bordeaux e Juan Pablo Sorín in prestito dal Cruzeiro. L'inizio stagionale non fu positivo: nelle prime cinque giornate il Paris SG ottenne una sola vittoria (0-1 contro il Metz) e un pareggio, a fronte di tre sconfitte, tra le quali quella interna contro il Monaco (2-4 con la prima rete in maglia parigina di Pauleta). Nel mese di settembre la squadra raccolse cinque vittorie consecutive in campionato, ma fu eliminata in Coppa di Lega dal Gueugnon. L'eliminazione fu resa meno amara dal raggiungimento di una striscia di imbattibilità in Ligue 1 di diciassette partite, un filotto positivo iniziato a Nantes a novembre (2-1 ai ligérien) e terminata a marzo contro il Lens (1-0 per i lensois). Il Paris SG chiuse la stagione al secondo posto in campionato dietro ai rivali del Lione e vinse la coppa nazionale per la sesta volta nella propria storia, battendo in finale il Châteauroux con la rete di Pauleta.

### Biennio di difficoltà e cessione di Canal+ (2004-2006)

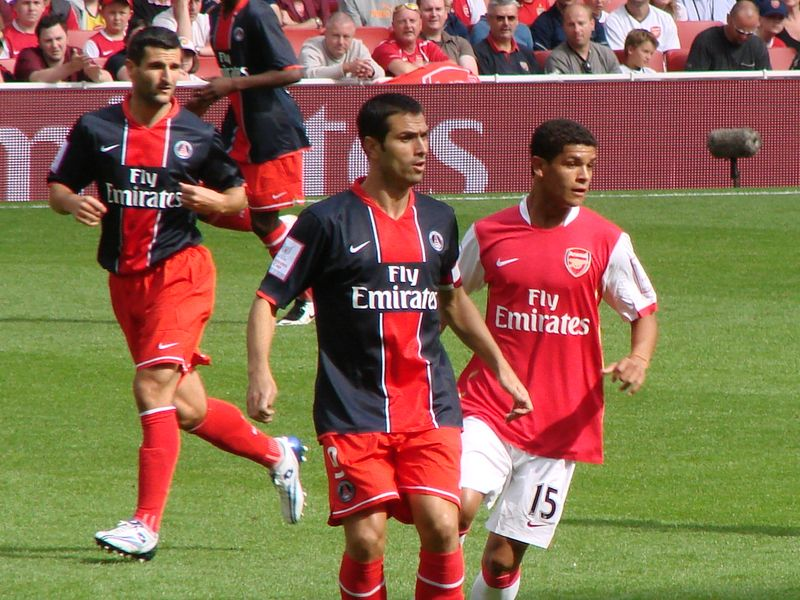
Pauleta, il terzo più proficuo marcatore nella storia del club parigino.

La stagione 2004-2005, la seconda sotto la guida di Graille-Halilhodžić, avrebbe dovuto essere quella della conferma. Invece così non fu, in quanto già dopo le prime sette giornate di campionato la squadra parigina si trovò in zona retrocessione, con soli quattro punti ottenuti, frutto di quattro pareggi, per poi concludere il girone d'andata con un bilancio di sole sei vittorie, di cui la prima all'ottava giornata di campionato contro lo Strasburgo grazie alla rete di Pauleta. Significativo fu il successo nel derby contro il Marsiglia, nel quale la squadra parigina ottenne un 2-1 nonostante l'espulsione del difensore Sylvain Armand, avvenuta al ventesimo minuto del primo tempo. In Champions League i parigini si trovarono in un girone ostico composto dal Chelsea di Didier Drogba, dal Porto detentore del trofeo e dal CSKA Mosca di Vágner Love. Nella prima partita contro il Chelsea fu sconfitto per 3-0 (gol di John Terry e doppietta di Didier Drogba), trovandosi all'ultimo posto nel girone. Un altro insuccesso avvenne nella seconda giornata contro i russi di Mosca (2-0, con le reti nel secondo tempo di Sergej Semak e Vágner Love su calcio di rigore). La squadra di Parigi si rifece nel doppio confronto con il Porto, in cui ottenne 4 punti (2-0 al Parco dei Principi grazie alle reti, nell'arco di pochi secondi, di Coridon e Pauleta; 0-0 all'Estádio do Dragão), portandosi al secondo posto insieme ai russi e davanti ai portoghesi di due punti. Alla quinta giornata pareggiò contro gli inglesi a reti bianche e fu raggiunto dal Porto (entrambe a 5 punti): l'ultima giornata fu decisiva con Porto (5 punti) che affrontò il Chelsea (ormai qualificato alla fase a eliminazione diretta) e il PSG (5 punti) che se la vide con il CSKA Mosca (4 punti). Il Porto vinse e guadagnò l'accesso alla fase a eliminazione diretta, mentre il PSG perse e fu relegata al quarto posto nel girone. Non fu sufficiente a cambiare le sorti della stagione neanche il nuovo innesto Semak, acquistato nella sessione invernale di calciomercato. Infatti i parigini terminarono la stagione al nono posto in campionato e vennero eliminati agli ottavi in entrambe le coppe nazionali, non raggiungendo la qualificazione a alcuna competizione europea. Il duo Graille-Halilhodžić non durò e già a febbraio furono sollevati dai rispettivi incarichi sia l'allenatore che il presidente, a favore rispettivamente di Laurent Fournier e Pierre Blayau.

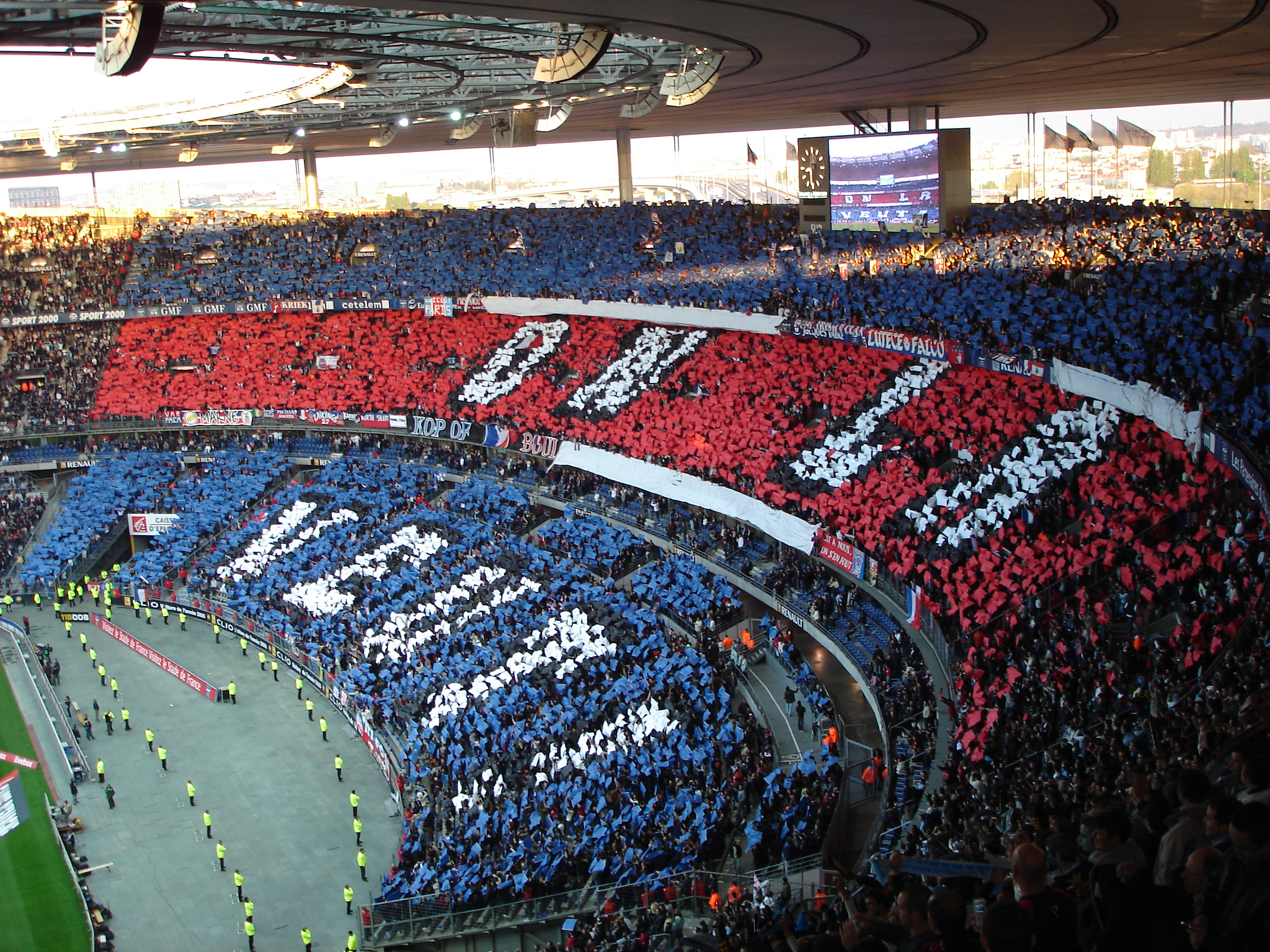
Il tifo dei supporters del PSG allo Stade de France durante la finale della Coupe de France 2006 contro l'OM.

La stagione 2005-2006 si prospettò poco proficua per la squadra della capitale: con l'obiettivo di raggiungere il podio in campionato vennero acquistati gli attaccanti Carlos Bueno (proveniente dall'Uruguay) e Bonaventure Kalou (dall'Auxerre), e i centrocampisti Vikash Dhorasoo (dal Milan), Christophe Landrin (dal Lille, nella quale aveva militato per quasi un decennio) e il gioiello del Peñarol Cristian Rodríguez. L'inizio della stagione fu positivo con il primo posto dopo le prime quattro giornate e un piazzamento tra le prime tre alla fine di novembre. La situazione precipitò con una serie di risultati negativi, soprattutto nelle gare di trasferta, e alla fine del girone d'andata il PSG si ritrovò al sesto posto. Fu eliminato dalla Coppa di Lega per via di una sconfitta per 2-0 contro il Tolosa. Fournier fu esonerato e al suo posto fu ingaggiato Guy Lacombe. Alla ventesima giornata di campionato la squadra vinse contro il Sochaux e raggiunse il podio, ma a causa della sconfitta della giornata successiva contro il Tolosa scese al quarto posto, non riuscendo poi per tutto il resto della stagione a tornare ai vertici del campionato, terminato al nono posto come la stagione precedente. Pauleta fu il capocannoniere della squadra e del campionato con 21 reti. A salvare una stagione deludente fu la vittoria della Coppa di Francia, ottenuta con il successo in finale contro i rivali del Marsiglia.

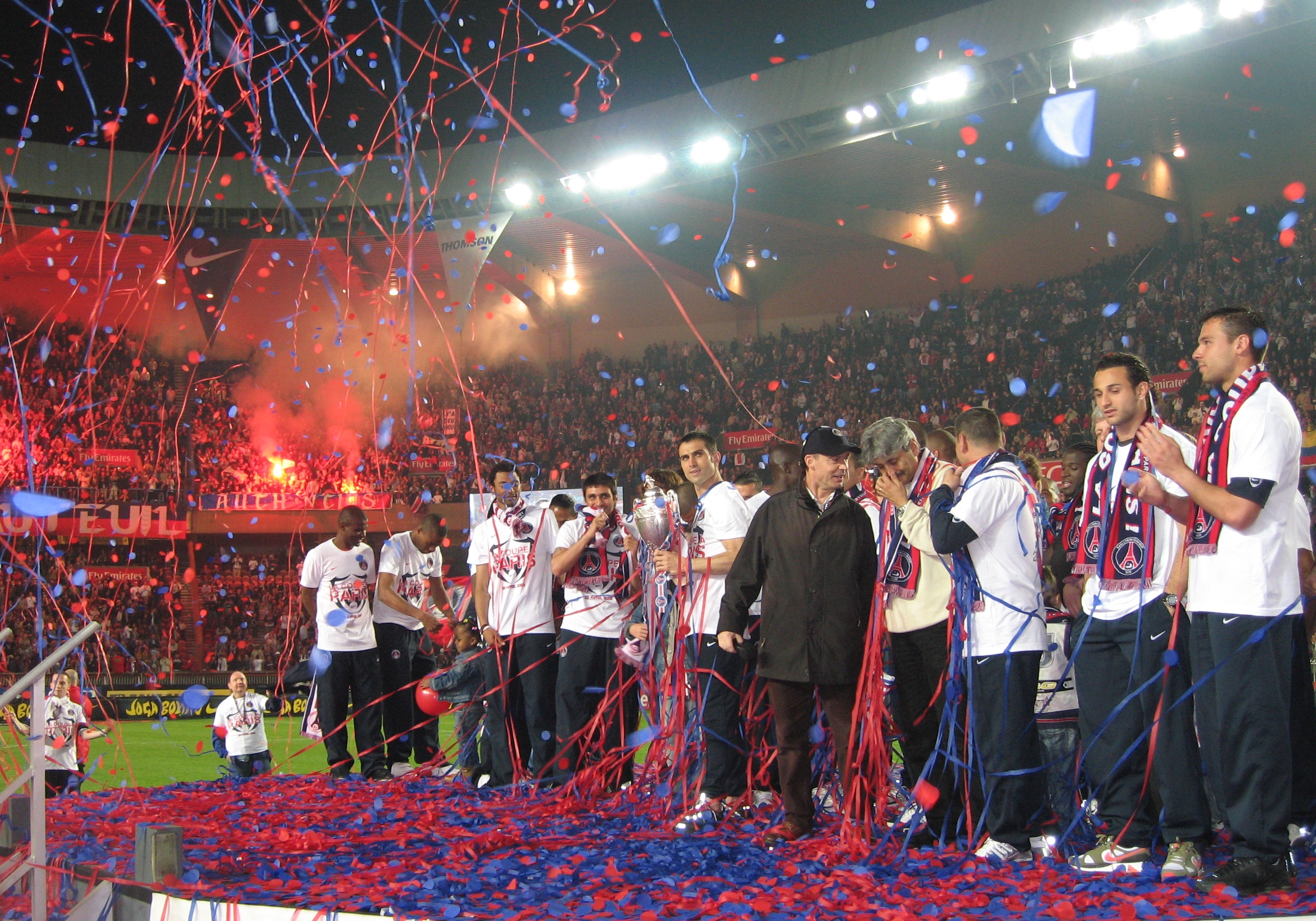
Celebrazione della vittoria della Coupe de France nel 2006.

### 2006-2007: la prima sotto Colony Capital
L'11 aprile 2006 Canal+ annunciò la vendita del club a un consorzio formato da Colony Capital, Butler Capital Partners e Morgan Stanley per 41 milioni di euro, dopo che il club contrasse numerosi debiti sotto la direzione di Canal+. Il ruolo di presidente venne affidato ad Alain Cayzac, che ricoprì fino al 2005 la posizione di socio di minoranza con il 2% delle azioni societarie. Nonostante il cambio di proprietà e di gestione, vennero confermati l'allenatore Lacombe, il direttore sportivo Alain Roche e l'ambasciatore della squadra in America latina Raí. Nella sessione estiva di calciomercato vennero ceduti Carlos Bueno in prestito allo Sporting Lisbona, Christophe Landrin al Saint-Étienne, il portiere Lionel Letizi al Rangers e il giovane Modeste M'Bami ai rivali del Marsiglia, mentre vennero acquistati il giovanissimo Clément Chantôme (dal centro di formazione), David Hellebuyck dai Verts, il portiere Mickaël Landreau dal Nantes, il giovanissimo Mamadou Sakho (sempre dal centro di formazione della squadra) e il nizzardo Sammy Traoré.
La stagione iniziò con la gara di Trophée des champions (equivalente alla Supercoppa di Francia) contro il Lione, campione di Francia nella stagione precedente. Nel secondo tempo, dopo un ottimo inizio parigino, Rother siglò il vantaggio iniziale della squadra della capitale poi recuperato da Karim Benzema che riportò in parità la partita. Quindi si andò ai calci dei rigori, nei quali per via dell'errore dal dischetto di Kalou terminò 5-4 per i Gones che aggiunsero nella loro bacheca il sesto trofeo della competizione. Per il Paris SG si tratto della terza sconfitta in tale competizione, di cui la seconda contro la squadra del presidente Aulas.

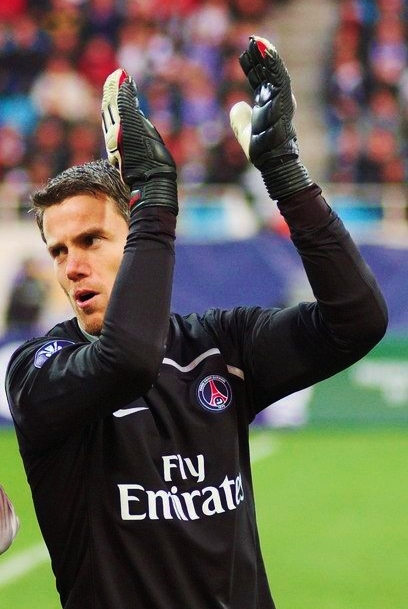
Mickaël Landreau

In campionato la squadra partì sottotono, con la sconfitta nella prima giornata contro i bretoni del Lorient seguita da un pareggio contro il Valenciennes e una vittoria di misura contro il Lille con la rete di Pauleta. La squadra parigina si trovò al quattordicesimo posto nella quinta giornata a seguito delle sconfitte contro il Sochaux e i rivali del Marsiglia, e si trovano lontani dalla vetta della classifica già a novembre con solo tre vittorie ottenute anche per via di un arbitraggio non proprio favorevole al PSG (vennero fischiati 5 calci di rigore a sfavore, in sole sei giornate). In ottobre il centrocampista Dhorasoo fu licenziato in tronco per motivi disciplinari: in rotta con l’allenatore che lo mandò a giocare con i ragazzini delle riserve in quanto mentì sul suo stato di salute. Si trattò del primo caso del genere nella storia del calcio francese. Con 16 punti in 14 giornate il Paris SG raggiunse il record di peggior partenza nella sua storia (superato quello del 1979-80 e del 2004-05, dove nelle prime quattordici giornate ottennero 17 punti). In Coppa UEFA, superato il terzo turno preliminare contro i nordirlandesi del Derry City (0-0 a Derry e 2-0 al Parc des Princes), il Paris SG accedette alla fase a gironi della competizione in un raggruppamento composto dai greci del Panathīnaïkos, dagli israeliani dell'Hapoel Tel Aviv, dai rumeni del Rapid Bucurest e dai cechi del Mladá Boleslav. In tale gruppo raggiunse il secondo posto con 5 punti proprio dietro ai greci che ne fecero due in più (nonostante che all'ultima giornata il Panathīnaïkos venne sconfitto 4-0 dai parigini): ma da segnare la sconfitta con il Tel Aviv in Francia per 4-2, dopo la quale partita venne ucciso un tifoso parigino mentre protestava da un agente di polizia in circostanze poco chiare. Nella coppa di lega venne eliminata già in ottobre dal Lione, che la sconfisse 2-1 agli ottavi di finale grazie alla doppietta in zona Cesarini da parte di Sylvain Wiltord (88' e 90' minuto) che rispose alla rete di Cesar.
Con quattro vittorie, sette pareggi e otto sconfitte, di cui l'ultima al Parc des Princes contro il Valencienes, nel mese di gennaio l'allenatore Guy Lacombe venne esonerato e al suo posto venne chiamato Paul Le Guen (già calciatore della squadra negli anni 1990). Nella sessione invernale di calciomercato vennero ceduti Fabrice Pancrate (in prestito al Real Betis) e Paulo César al Toulouse, mentre al loro posto vennero acquistati l'ex Monaco Marcelo Gallardo, l'ex Lione Jérémy Clément e il marsigliese Péguy Luyindula. Nonostante gli acquisti la stagione non migliorò: il campionato venne chiuso al quindicesimo posto con otto vittorie, cinque pareggi e sei sconfitte sotto il nuovo allenatore, tra cui il pareggio per 1-1 contro il Marsiglia, dove al difensore parigino Mario Yepes si fratturò la caviglia a seguito del contrasto con Djibril Cissé. In Coppa UEFA, dopo aver eliminato ai sedicesimi l'AEK Atene (2-0 sia ad Atene che al Parc des Princes), vennero recuperati e sconfitti anche per via di un arbitraggio da rivedere dal Benfica (2-1 per il Paris SG in casa e 3-1 per il Benfica in trasferta con un calcio di rigore a favore dei portoghesi negli ultimi minuti della partita). Invece in coupe de France vennero eliminati dal Sochaux ai quarti di finale. L'unica nota positiva della stagione fu il ruolo di capocannoniere della Ligue 1 raggiunto con 15 reti da Pauleta.

### 2007-2011: terza coppa di lega e ottava coppa nazionale
La stagione successiva si presentò alquanto negativa per la società parigina che dovette lottare per evitare la retrocessione in campionato: traguardo riuscito nelle ultime cinque giornate con tre vittorie e due pareggi che permisero il raggiungimento del sedicesimo posto ai danni del Lens (retrocessa in Ligue 2 con distanza di tre punti dalla squadra della capitale). Da notare nel girone d'andata la mancanza di vittorie casalinghe da parte del Paris SG, di cui la prima al Parc des Princes avvenne alla ventesima giornata proprio contro il Lens per 3-0 grazie alla doppietta di Amara Diané e la rete di Pauleta. Questa fu, inoltre, l'ultima stagione del portoghese che si ritirò dal calcio giocato all'età di 35 anni, divenendo il miglior marcatore della storia della società parigina con 109 reti (record infranto sette anni dopo da Ibrahimovic). In coppa nazionale raggiunse per la decima volta nella sua storia la finale, dove venne sconfitta 1-0 dal Lione. Raggiunse anche la finale della coppa di lega, che vinse per la terza volta ai danni proprio del Lens.

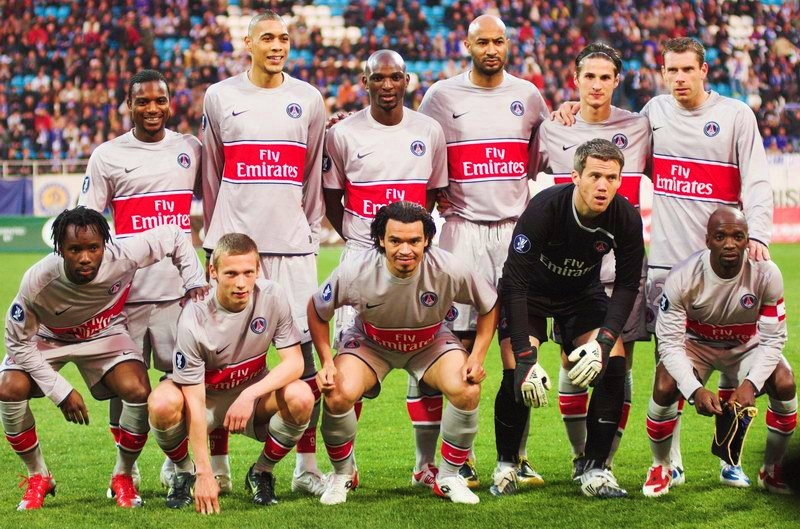
La formazione titolare del Paris SG durante la stagione 2008-2009.

La vittoria della coppa di lega fu di beneficio per la squadra parigina, in quanto oltre a dargli l'accesso a una competizione continentale quale la Coppa UEFA dette ambizione allo staff parigino per la stagione successiva. A testimonianza di ciò il nuovo presidente Charles Villeneuve dichiarò che il PSG ha l'obiettivo di riconquistare il successo e la stabilità. Nella sessione estiva di calciomercato vennero acquistati tra gli altri Guillaume Hoarau, Ludovic Giuly e Claude Makélélé. Nonostante un buon inizio, con tre vittorie in cinque giornate, il Paris SG terminò il campionato al sesto posto, fuori dall'accesso alle competizioni europee. Questo provocò la liquidazione dell'allenatore Le Guen dalla panchina parigina. Nella coppa nazionale raggiunse gli ottavi, mentre nella coppa di lega le semifinali, venendo battuta rispettivamente dal Rodez (3-1 dopo i tempi supplementari in coppa nazionale) e dal Bordeaux (3-0 nella coppa di lega). In Coppa UEFA sconfisse nel primo turno i turchi del Kayserispor (2-1 in Turchia, 0-0 in Francia), e superò la fase a gironi con una vittoria, due pareggi e una sconfitta (3ª posizione dietro al Manchester City e al Twente). Nella fase a eliminazione diretta raggiunse i quarti di finale battendo il Wolfsburg (vinse sia all'andata per 2-0 che al ritorno per 3-1) e il Braga (0-0 a Parigi, 1-0 a Braga), ma venne eliminata dal Dinamo Kiev (0-0 a Parigi, 0-3 a Kiev).
Nella stagione successiva la squadra parigina vinse l'ottava coppa nazionale, battendo in finale il Monaco per 1-0 grazie alla rete di Guillaume Hoarau nei tempi supplementari. Questa vittoria gli permise la partecipazione ai play-off della UEFA Europa League 2010-2011, fino all'anno precedente chiamata Coppa UEFA, nonostante il difficile percorso in campionato nel quale raggiunse il 13º posto. La stagione 2010-2011 fu l'ultima sia della Colony Capital che del portiere Grégory Coupet, militante nel Paris SG dal 2009 in vista della partenza di Landreau. Quest'ultima stagione si concluse con il raggiungimento della quarta piazza in campionato, che gli permise la partecipazione alla stagione successiva dell'Europa League. Nella coppa nazionale raggiunse la finale, dove venne sconfitto dal Lilla per 1-0 grazie alla rete in zona Cesarini del polacco Ludovic Obraniak.

## Gli anni 2010

### Nasser Al-Khelaïfi e la ristrutturazione della società

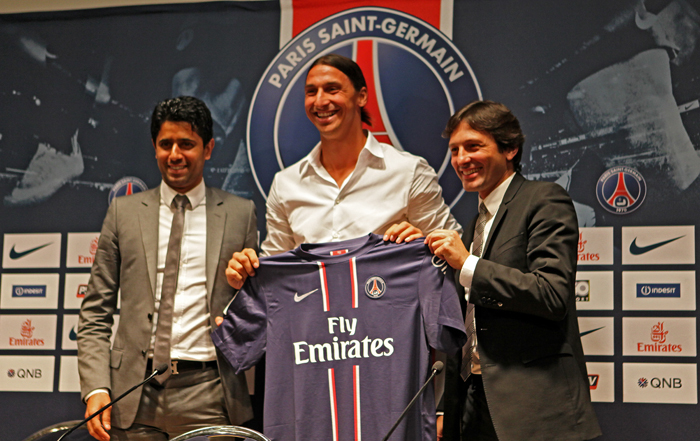
Zlatan Ibrahimović con il Presidente del PSG Nasser Al-Khelaïfi (a sinistra) e il direttore sportivo Leonardo (a destra).

A seguito di stagioni negative sotto il consorzio formato da Colony Capital, Butler Capital Partners e Morgan Stanley, nel 2011 il 70% delle quote della squadra parigina vennero cedute per 50M di euro al Qatar Investment Authority, un fondo sovrano qatariota. Il resto del pacchetto verrà acquistato dallo stesso fondo il 6 marzo 2012, che divenne così l'unico proprietario del Paris SG. Alle prese con una squadra da qualche anno deficitaria sia a livello sportivo sia di bilancio, tra i primi passi della nuova gestione ci fu, da una parte, il risanamento delle casse societarie e l'istantanea popolarità della squadra a livello nazionale, europeo e internazionale, mentre dall'altra si assisté a un profondo rinnovamento dell'organigramma con le nomine di Jean-Claude Blanc e Leonardo, rispettivamente, a direttore generale e direttore sportivo. Sempre in tal senso, in questi anni giunse a compimento l'idea della ristrutturazione del Parc des Princes, dove le più significative modifiche riguardano l'area degli spogliatoi e la tribuna vip (da 2000 a 4860 posti), oltre al prato e a una nuova area stampa.

### 2011-2013: albori del progetto qatariota

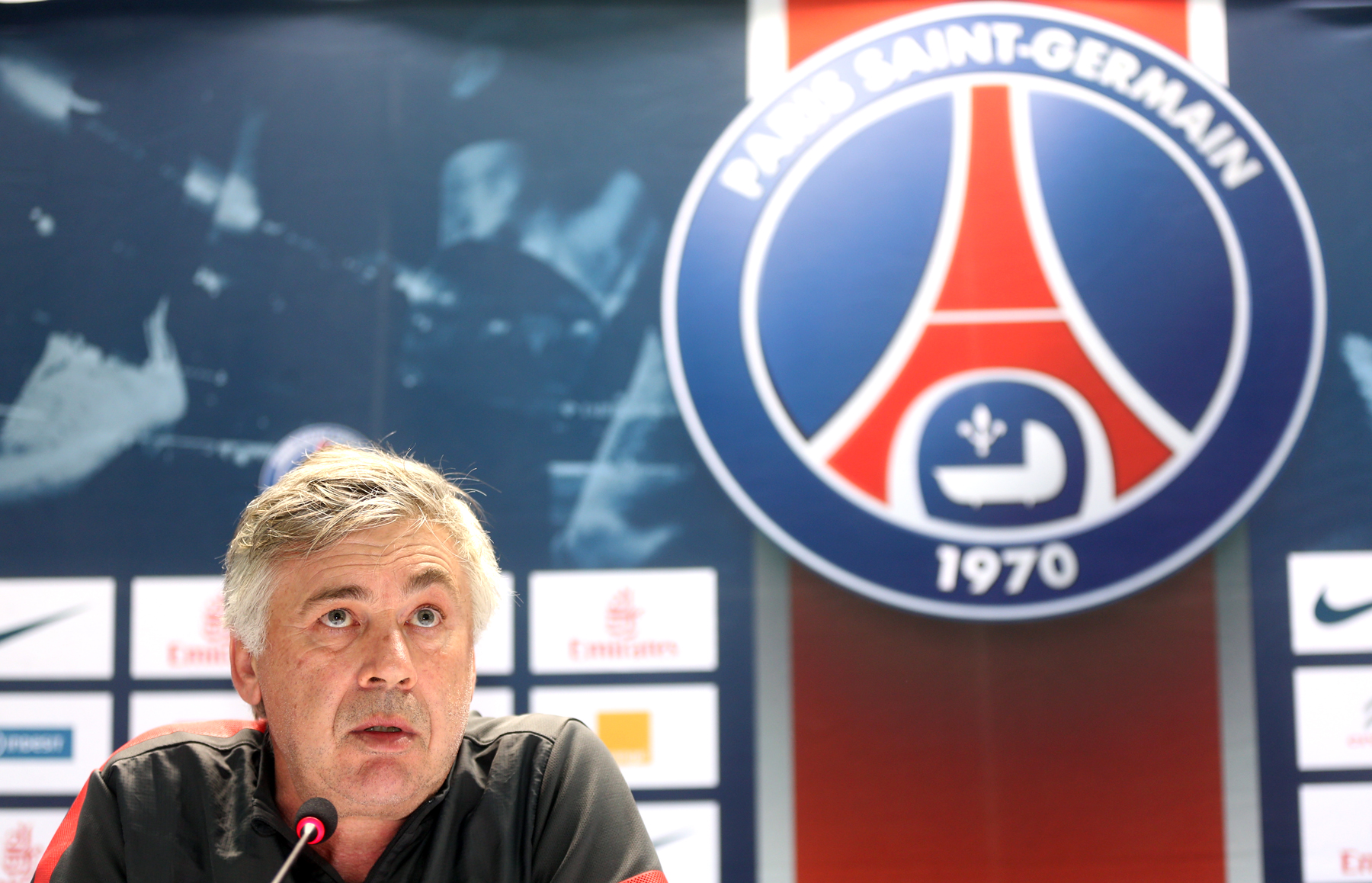
Carlo Ancelotti, tra gli artefici del ritorno del PSG ai vertici del calcio francese

Per la prima stagione la Qatar Investment Authority promise un cospicuo aumento del budget in vista della finestra estiva di calciomercato. Al contempo il ritiro di Coupet e di Makelele e la cessione al Monaco di Giuly sancirono la fine del progetto portato avanti nell'era Colony Capital che prevede di basare la squadra su giocatori molto esperti. Tra le prime mosse di mercato ricordiamo gli arrivi di Sirigu tra i pali, il fresco vincitore della Coppa America Lugano e l'esperto Biševac nella retroguardia, Matuidi per 10 milioni dal Saint-Étienne, l'esperto Mohamed Sissoko dalla Juventus e il promettente Javier Pastore per 43 milioni dal Palermo in centrocampo, mentre nel reparto offensivo Ménez dalla Roma e Gameiro per 15 milioni dal Lorient. Il totale dei trasferimenti fu di circa 87 milioni di euro. Proprio per questa campagna acquisti il Paris SG, secondo i bookmakers, fu la favorita alla vittoria del campionato davanti a Lione, Lilla (campione in carica) e Marsiglia, considerate le principali outsiders. Infatti la squadra parigina fu campione d'inverno con 12 vittorie, quattro pareggi e tre sconfitte (di tre punti sopra la seconda classificata, il Montpelier). Nonostante questo risultato, l'allenatore Antoine Kombouaré venne esonerato soprattutto per il fatto che il PSG non riuscì a superare la fase a gironi dell'Europa League in un gruppo composto da Athletic Club, Salisburgo e Slovan Bratislava (terzo classificato a pari punti con il Salisburgo), pagando la sconfitta contro gli austriaci nella gara di ritorno. A sostituirlo in panchina fu Carlo Ancelotti, due volte vincitore della Champions League. Nella sessione invernale vennero acquistati Maxwell dal Barcellona, Alex dal Chelsea e Thiago Motta dall'Inter. Non sono serviti i nuovi innesti e il nuovo allenatore per vincere il campionato, dove la squadra parigina raggiunse il secondo posto con 23 vittorie, dieci pareggi e cinque sconfitte, dietro alla favola Montpellier (che chiuse a 82 punti, mentre il Paris SG a 79 pt.). Les Parisiens ebbero il miglior attacco del campionato, la quinta miglior difesa e la miglior differenza reti insieme al Montpellier. Il Paris SG è la seconda miglior squadra a domicilio (45 punti) e tra le prime in trasferta (34 punti). Una nota positiva fu rappresentata dalle 21 reti di Nenê, che insieme a Giroud del Montpellier furono i capocannonieri del campionato.

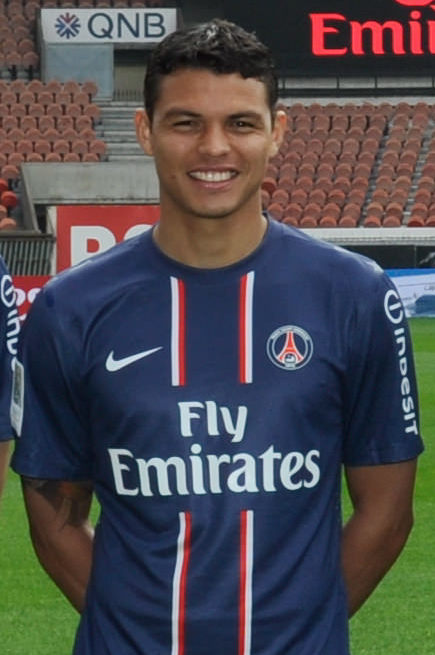
Thiago Silva, capitano della squadra dal 2012.

La stagione successiva vide approdare a Parigi giocatori del calibro di Thiago Silva e Zlatan Ibrahimović dal Milan, Marco Verratti dal Pescara ed Ezequiel Lavezzi dal Napoli. La cifra totale sborsata nel mercato estivo si aggirò sui 110 milioni di euro. Nonostante tre pareggi consecutivi nelle prime tre giornate di campionato, il Paris SG si laureò campione d'inverno a pari punteggio di Lione e Marsiglia (tutte e tre ferme a 38 punti, ma la squadra della capitale ebbe maggior differenza reti). Nella sessione invernale vennero acquistati Lucas Moura dal San Paolo per 40 milioni di euro e lo svincolato David Beckham che decise di non percepire uno stipendio ma di devolvere la propria retribuzione in beneficenza. A seguito della vittoria ai danni del Lione, il Paris SG divenne campione di Francia con due giornate di anticipo (83 punti, dodici sopra il Marsiglia), un risultato che mancava dal 1994. I rossoblu ebbero il miglior attacco del campionato con 69 reti marcate, oltre alla miglior difesa incassando solamente 23 reti e pertanto la migliore differenza reti. In Champions League superò la fase a gironi al primo posto con 15 punti (cinque vittorie e una sconfitta), davanti a Porto (13 punti), Dynamo Kiev (5) e Dinamo Zagabria (fermo a 1). Battuto il Valencia agli ottavi, raggiunse i quarti dove venne eliminato dal Barcellona per via della regola dei gol fuori casa (2-2 a Parigi, 1-1 a Barcellona). Sia nella coppa nazionale che nella coppa di lega raggiunse i quarti dove venne eliminata rispettivamente dall'Évian (4-1 ai calci di rigore) e dall'ASSE (5-3 ai calci di rigore).

### Affermazione sulla scena nazionale (2013-2016)
Al termine della scorsa stagione Ancelotti e Leonardo decisero di lasciare l'équipe: quest'ultimo per una lunga squalifica comminatagli; al loro posto vennero nominati Olivier Letang (come direttore sportivo) e Laurent Blanc, che guiderà la squadra fino al 2016. Il 16 luglio venne acquistato dal Napoli il centravanti uruguayano Edinson Cavani per una cifra che si aggira a 64 milioni di euro, un record per il campionato francese. Altri acquisti furono Lucas Digne dal Lilla e Marquinhos dalla Roma, per un totale di 110 milioni per i tre calciatori. La stagione iniziò nei migliori dei modi, aggiudicandosi per la terza volta la Supercoppa di Francia battendo il Bordeaux nella partita giocata in Gabon. Una partita nella quale i campioni di Francia si ritrovarono in svantaggio, ma che seppero raddrizzare grazie al pareggio siglato dall'esordiente Ongenda e dalla rete decisiva in pieno recupero di Alex. In campionato dovettero affrontare nella lotta per il titolo un ambizioso Monaco sotto la guida di Claudio Ranieri che acquistò nella medesima stagione il centravanti dell'Atletico Madrid Radamel Falcao per circa 60 milioni di euro: dopo il pareggio dello scontro diretto al settimo turno, i parigini vinsero le successive tre gare e dalla decima giornata volarono al comando solitario della classifica. Un piazzamento recuperato dai monegaschi nelle giornate successive, ma che pagarono la sconfitta contro il Valenciennes nell'ultimo turno del girone d'andata consegnando al PSG il titolo di campione d'inverno conseguito nel pareggio interno contro il Lilla, terza classificata. Nel girone di ritorno si allargò la forbice tra i campioni di Francia e il resto del gruppo, ottenendo così il secondo titolo consecutivo con tre giornate d'anticipo davanti al Monaco che chiuse con nove punti in meno dalla squadra parigina (80 punti, mentre il Paris SG 89). Inoltre i parigini conquistarono la quarta coppa di lega, mentre vennero battuti dal Chelsea ai quarti di finale della Champions League (3-1 a Parigi, 0-2 a Londra).

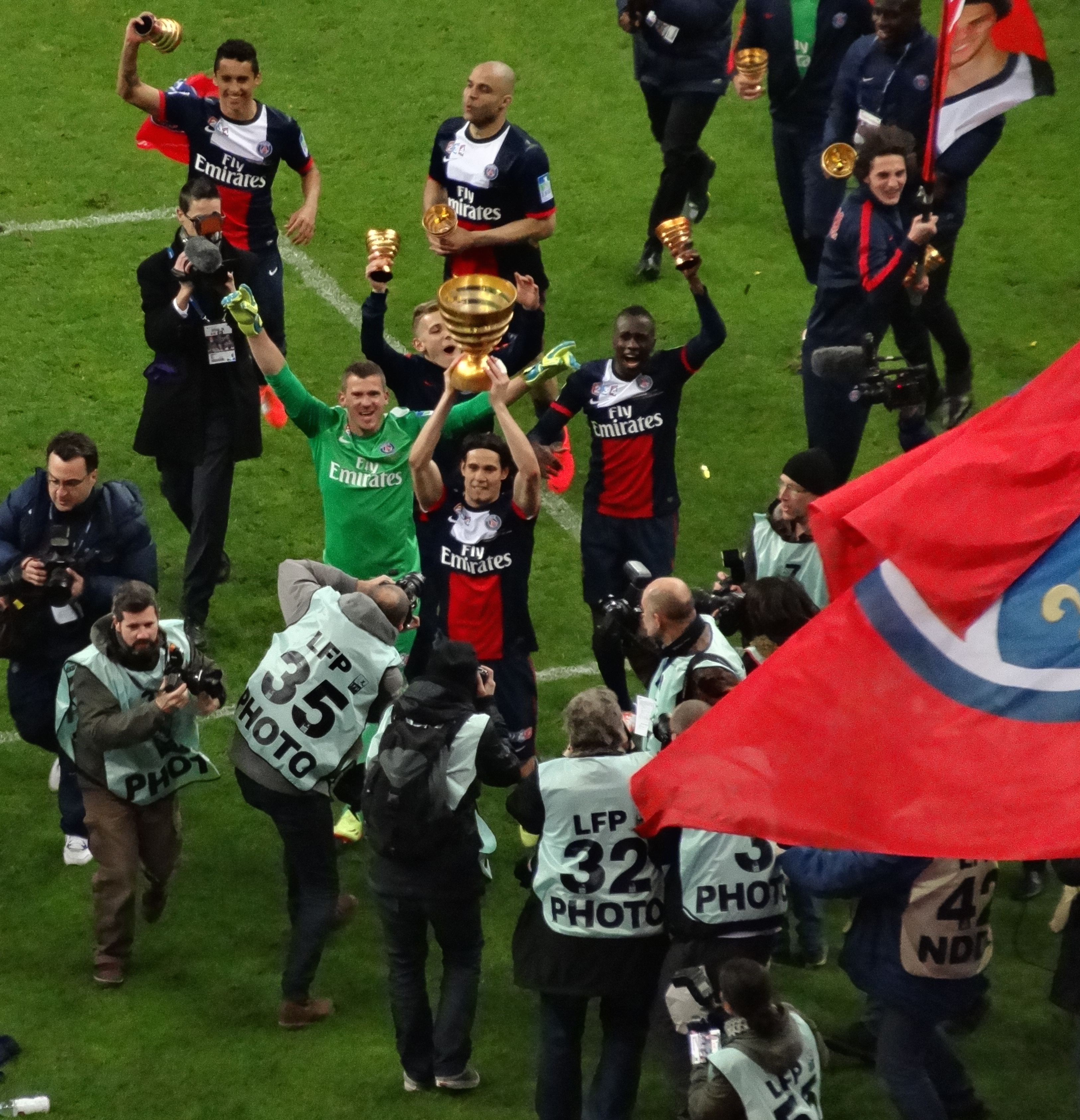
I parigini celebrano il trionfo nella Coppa di Lega 2013-2014.

Per via delle costose campagne acquisti, il Paris SG fu costretto dal fair play finanziario a ridurre il suo budget per i trasferimenti a 60 milioni di euro. Pertanto nella stagione 2014-15 acquistò solamente David Luiz per la cifra record di 49 milioni, prendendo per prestito Serge Aurier dal Tolosa, mentre cedette Christophe Jallet al Lione e Kingsley Coman alla Juventus. L'annata iniziò nei migliori dei modi con la conquista della quarta Supercoppa di Francia (seconda consecutiva) ai danni del Guingamp per 2-0 grazie a una doppietta di Ibrahimović. Comunque in campionato ebbe un rendimento altalenante con 6 pareggi in 9 partite, terminando così il girone d'andata al terzo posto dietro a Lione e Marsiglia, quest'ultima campione d'inverno. Nel girone di ritorno i risultati furono favorevoli oltre che complici di un calo di rendimento da parte del Marsiglia di Bielsa, a tal punto che vinsero le ultime nove partite raggiungendo il primo posto a 83 punti davanti a Lione (75) e Monaco (71). Quest'imbattibilità durerà fino alla fine della prossima stagione. In Champions League, nonostante la vittoria per 3-2 sul Barcellona, terminò secondo nel girone e raggiunse nuovamente i quarti dove venne eliminata proprio dai catalani (1-3 a Parigi, 0-2 a Barcellona) dopo aver passato gli ottavi per differenza reti sul Chelsea (1-1 a Parigi, 2-2 a Londra). Nonostante ciò il Paris SG fece il primo treble casalingo oltre alla quadripletta stagione riuscendo a vincere campionato, coppa nazionale e coppa di lega oltre alla supercoppa francese, un record in Francia.

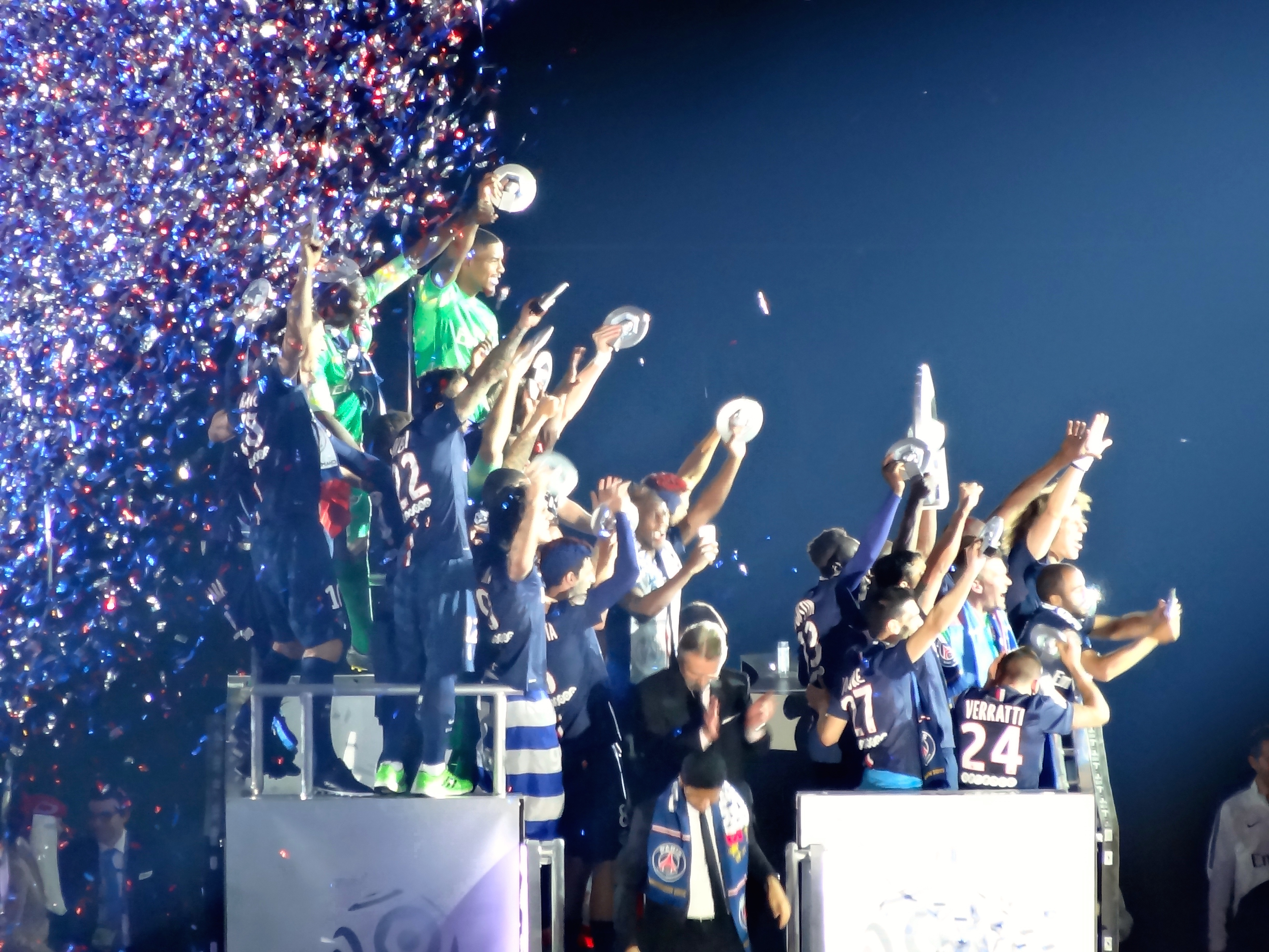
La premiazione per la vittoria della Ligue 1 2014-2015.

Lo stesso traguardo venne coniato la stagione successiva, dove il Paris SG vinse tutte le competizioni nazionali a partire dalla Supercoppa di Francia (terza volta consecutiva) per 2-0 sul Lione. Dopo numerose richieste il Psg convinse la UEFA a non dover più sottostare ai vincoli del fair play finanziario, potendo così acquistare calciatori senza limiti come avvenne con l'acquisto di Ángel Di María dal Manchester United (esborsati 63 milioni per averlo a Parigi), Layvin Kurzawa dal Monaco (25 milioni) e Kevin Trapp dal Francoforte (quasi 10 milioni). In questa annata il Paris SG superò ogni record in campionato, vinto con otto giornate d'anticipo a seguito della vittoria contro il Troyes per 9-0, la più larga esterna nella storia del club. Inoltre sempre in campionato guadagnò 96 punti con la differenza di reti positiva a +83 (mai accaduto prima nel campionato francese). Inoltre la sconfitta contro il Lione nella ventottesima giornata (2-0) mise fine a un periodo di imbattibilità che persisté trentasei incontri. Nella stessa stagione vinse sia la coppa nazionale ai danni del Marsiglia, che la coppa di lega sul Lilla. Fatale fu l'eliminazione nei quarti di finale della Champions League a seguito della sconfitta per 1-0 contro il Manchester City (a Parigi terminò 2-2) che costò la panchina a Laurant Blanc.

### La gestione Emery (2016-2018)
La stagione 2016-2017 segnò l'inizio di un nuovo ciclo per il club. Infatti, all'atto dell'insediamento nel 2011, la dirigenza qatariota fissò tra gli obiettivi la conquista della Champions League entro cinque anni. Per questa ragione Laurent Blanc non ottenne la riconferma in panchina, nonostante l'en-plein di trofei nazionali messo a segno nelle ultime due annate della sua gestione. E fu proprio per cercare l'affermazione continentale che venne ingaggiato lo spagnolo Unai Emery, vincitore alla guida del Siviglia di tre edizioni consecutive dell'Europa League. L'organigramma societario si rafforzò con l'ingresso dell'ex calciatore olandese Patrick Kluivert nel ruolo di direttore sportivo.
Il calciomercato vide le partenze di Zlatan Ibrahimović, Gregory van der Wiel (ambedue svincolati) e di Lucas Digne, ceduto al Barcellona. I partenti furono sostituiti da Thomas Meunier del Club Bruges (pagato 7 milioni di euro), Grzegorz Krychowiak del Siviglia (acquistato a 26 milioni di euro), Hatem Ben Arfa del Nizza e Jesé del Real Madrid. 

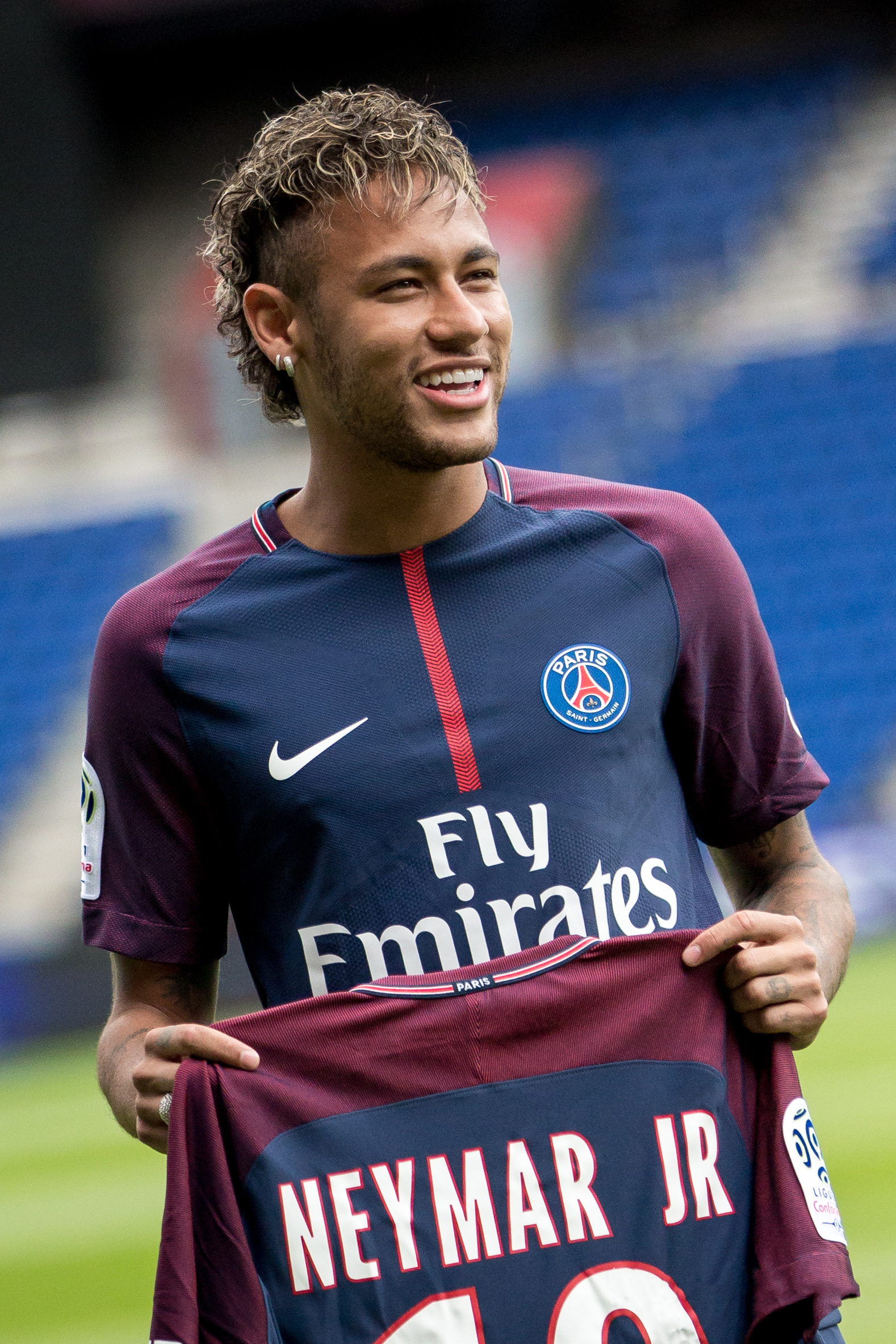
Neymar, strappato dal PSG al Barcellona nel 2017 per la cifra record di 222 milioni di euro.

La stagione si aprì con la conquista della sesta Supercoppa di Francia, la quarta consecutiva, ottenuta grazie a una vittoria schiacciante sul Lione per 4-1 a Klagenfurt. A segno per i parigini andarono Javier Pastore, Lucas Moura e Hatem Ben Arfa nel primo tempo e Layvin Kurzawa nella seconda frazione. Nonostante questo successo, la squadra di Emery trovò difficoltà in campionato, soprattutto per via della concorrenza del Monaco e dell'inaspettato Nizza di Mario Balotelli. Proprio nello scontro diretto con i monegaschi avvenne la prima sconfitta stagionale (3-1, con rete ospite di Cavani, autore di ben 18 reti nel girone d'andata della Ligue 1). Le sconfitte successive contro Tolosa (0-2), Montpellier (0-3) e Guingamp (1-2) costarono caro alla società parigina, la quale concluse il girone d'andata al terzo posto, proprio dietro a Nizza (campione d'inverno) e Monaco.
In Champions League, dopo il secondo posto nel girone alle spalle dell'Arsenal, agli ottavi di finale il PSG trovò il Barcellona. Nella partita d'andata sconfisse nettamente i catalani per 4-0 grazie alle reti di Di María (doppietta), Draxler e Cavani, ma nella partita di ritorno subì una sonora sconfitta per 6-1 che sancì l'eliminazione dei francesi dalla competizione. Il PSG conseguì il poco ambito record di prima squadra eliminata da una coppa europea dopo aver vinto per 4-0 la partita di andata.
Il 1º aprile 2017 il PSG si aggiudicò la sua settima Coppa di Lega francese, la quarta consecutiva, battendo in finale per 4-1 il Monaco al Parc Olympique Lyonnais di Lione. Il 26 aprile, nella semifinale di Coppa di Francia il PSG, approfittando del largo turn-over voluto dal tecnico degli avversari (schierati in formazione largamente rimaneggiata in vista dell'imminente impegno in Champions), segnò 5 gol al Monaco in una sola partita, fatto mai avvenuto, e grazie al 5-0 conseguì la migliore vittoria di sempre contro i monegaschi, estendendo nel contempo a 17 le vittorie consecutive in Coppa di Francia e a 30 partite la striscia di imbattibilità al Parco dei Principi. I parigini rivinsero anche la Coppa di Francia: in finale contro l'Angers giunse l'undicesimo successo, che fece del PSG la squadra più titolata nella competizione. 
In vista della stagione successiva, la campagna acquisti estiva fu da record: a Parigi arrivarono la giovane promessa francese Kylian Mbappé, sottratto proprio ai rivali del Monaco, e l'asso brasiliano Neymar, acquistato dal Barcellona per la cifra di 222 milioni di euro, che ne fecero il calciatore più pagato di sempre. L'ingente sforzo economico consentì al club parigino di tornare a vincere il campionato, oltre alla coppa nazionale (2-0 in finale ai sorprendenti dilettanti del Les Herbiers, con i parigini prima squadra capace di vincere cinque edizioni consecutive della manifestazione), la Coppa di Lega e la Supercoppa di Francia (ambedue contro il Monaco). In Champions League, invece, si consumò l'ennesima eliminazione agli ottavi, questa volta per mano del Real Madrid. Già prima del termine della stagione Emery e la società resero noto che il rapporto non sarebbe proseguito oltre la scadenza del contratto.

### L'arrivo di Tuchel (2018-2019)

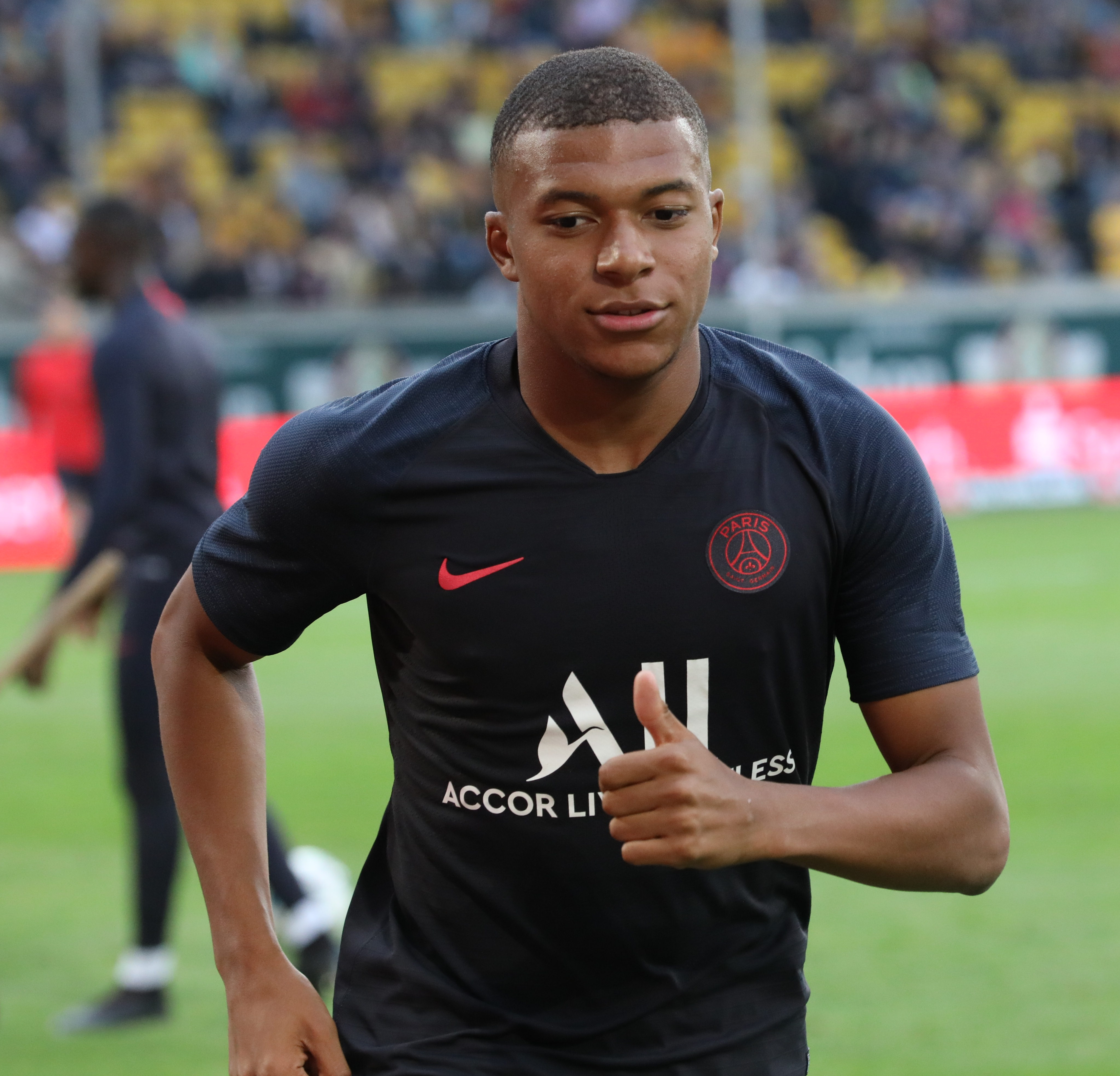
Kylian Mbappé

Per la stagione 2018-2019 viene scelto come nuovo allenatore Thomas Tuchel, il quinto tecnico della gestione qatariota e primo tedesco nella storia del club. Tra i pali è ingaggiato Gianluigi Buffon, a scadenza di contratto con la Juventus. Il Paris Saint-Germain si aggiudica per l'ottava volta, la sesta consecutiva, la Supercoppa di Francia imponendosi a Shenzhen per 4-0 sul Monaco. I parigini si laureano poi campioni di Francia con cinque giornate d'anticipo, ottenendo il titolo nazionale per l'ottava volta (la sesta in sette anni). Nuovamente amara è, invece, l'avventura europea, con l'eliminazione giunge agli ottavi di Champions League per mano del Manchester Utd. Il Paris Saint-Germain è costretto anche ad abdicare nelle due coppe nazionali, sconfitto in finale di Coppa di Francia dal Rennes, che rimonta l'iniziale doppio svantaggio e vince il trofeo ai tiri di rigore, e ai quarti di Coupe de la Ligue dal Guingamp. La stagione del PSG è, in termini di trofei nazionali vinti, la meno fruttuosa dal 2012-2013.

## Gli anni 2020

### La prima finale di Champions (2019-2020)
Nonostante le tensioni createsi tra Tuchel e la dirigenza, l'allenatore tedesco prolunga il contratto con il Paris Saint-Germain fino al 2021. L'estate 2019 è segnata dal ritorno del direttore sportivo Leonardo al posto del dimissionario Antero Henrique. I parigini si aggiudicano la Supercoppa 2019, vincendo 2-1 in rimonta a Shenzhen contro il Rennes e vendicando la sconfitta della finale di Coppa di Francia della stagione precedente. Per il club parigino è la nona supercoppa nazionale messa in bacheca, successo che gli consente di divenire la squadra più titolata nel torneo. Il Paris Saint-Germain conquista per la nona volta il campionato, interrotto a marzo e poi definitivamente sospeso a causa della pandemia di COVID-19, eguagliando l'Olympique Marsiglia al secondo posto nell'albo d'oro. Alla ripresa del calcio nel mese di luglio, i parigini conquistano la loro tredicesima Coppa di Francia ai danni del Saint-Étienne e la nona Coupe de la Ligue, manifestazione alla sua ultima edizione, prevalendo sull'Olympique Lione ai tiri di rigore. Parallelamente, la squadra compie un ottimo percorso in UEFA Champions League: vinto con autorevolezza il girone davanti al Real Madrid, i parigini eliminano Borussia Dortmund agli ottavi di finale e Atalanta ai quarti, approdando per la seconda volta nella storia alle semifinali del torneo, dove estromettono il RB Lipsia, qualificandosi alla finale per la prima volta. L'ultimo atto vede tuttavia trionfare il Bayern Monaco, con la rete decisiva siglata da Kingsley Coman, attaccante francese cresciuto proprio nel PSG.

### Da Tuchel a Luis Enrique, la vittoria della UEFA Champions League (dal 2020)
La stagione 2020-2021 è caratterizzata dall'esonero di Tuchel, avvenuto il 24 dicembre 2020 a causa di risultati stagionali al di sotto delle aspettative (squadra al terzo posto in campionato) e contrasti con il direttore sportivo Leonardo. Al tecnico tedesco subentra, il 2 gennaio 2021, l'allenatore argentino Mauricio Pochettino, che vince subito la Supercoppa francese. In UEFA Champions League, dopo aver autorevolmente eliminato il Barcellona imponendosi per 1-4 al Camp Nou con tripletta di Kylian Mbappé, la squadra elimina anche il Bayern Monaco ai quarti e poi esce in semifinale, per mano del Manchester City. L'annata si chiude con il secondo posto in campionato, un punto dietro il Lilla, e con la vittoria della Coppa di Francia, ottenuta battendo in finale il Monaco per 2-0. 
Nell'estate del 2021 la squadra conclude alcune importanti trattative, portando a Parigi giocatori come Georginio Wijnaldum, Achraf Hakimi, Gianluigi Donnarumma, Sergio Ramos e il fuoriclasse argentino Lionel Messi. L'annata 2021-2022 inizia con la sconfitta nella Supercoppa francese per 0-1, contro il Lilla. La compagine parigina domina il campionato e vince il titolo nazionale, ma viene eliminata dalla Coppa di Francia agli ottavi di finale dal Nizza (5-6 ai tiri di rigore) e dalla UEFA Champions League agli ottavi di finale dal Real Madrid. Nell'estate del 2022 la panchina del PSG viene affidata a Christophe Galtier, che qualche settimana dopo la nomina porta i parigini alla vittoria della Supercoppa di Francia, grazie al successo per 4-0 ai danni del Nantes. Dopo un eccellente inizio di stagione, le prestazioni iniziano a farsi altalenanti: il tecnico vince il campionato, ma, dilapidando il vantaggio, lo fa con un solo punto di margine sul Lens secondo, mentre la Champions riserva un'altra amarezza, con l'eliminazione già agli ottavi contro il Bayern Monaco, che causa l'esonero del tecnico. 
Nel 2023 subentra sulla panchina dei parigini lo spagnolo Luis Enrique, mentre la rosa viene rinnovata: alle partenze di Messi, Neymar, Sergio Ramos e Marco Verratti, che lascia il club dopo dodici anni, fanno da contraltare gli arrivi di Dembélé, Škriniar, Asensio, Kolo Muani e Gonçalo Ramos e l'inserimento di alcuni giovani di talento. Il PSG domina in patria, centrando un treble casalingo di trofei che mancava da quattro anni, mentre in ambito europeo arriva alle semifinali di Champions, dove viene eliminato dal Borussia Dortmund. Nell'estate del 2024 la stella Mbappé lascia il PSG per accasarsi al Real Madrid e i parigini continuano il loro processo di ringiovanimento, acquistando João Neves dal Benfica, Désiré Doué dal Rennes e Willian Pacho dall'Eintracht Francoforte e, nel gennaio 2025, Kvicha Kvaratskhelia dal Napoli. Forti di un gruppo giovane e compatto, i parigini ottengono nuovamente il treble domestico di trofei, ma stavolta fanno bottino pieno anche in ambito continentale. Dopo aver terminato il girone unico della nuova UEFA Champions League al quindicesimo posto, eliminano i connazionali del Brest ai play-off, il Liverpool agli ottavi, l'Aston Villa ai quarti e l'Arsenal in semifinale, approdando alla finale contro l'Inter. Nell'atto conclusivo, all'Allianz Arena di Monaco di Baviera, gli uomini di Luis Enrique battono gli italiani per 5-0, con reti di Hakimi, doppietta di Doué, Kvaratskhelia e del giovane Mayulu, aggiudicandosi così per la prima volta la coppa dalle grandi orecchie, con il più grande scarto mai registrato in una finale internazionale.

### Libri e pubblicazioni varie
- (FR) Riolo Daniel, L'histoire du Paris Saint-Germain, Paris, Hugo sport, 23 novembre 2006, ISBN 2-7556-0115-9.
- (FR) Albert Rodolphe, Les secrets du PSG : la danseuse de canal+, mai 1991-avril 2006, Paris, Prive, 1º giugno 2006, ISBN 2-35076-028-6.
- (FR) Bouchard Jean-Philippe, de Canal + à Canal -, in Le roman noir du PSG, Paris, Calmann-Lévy, 2000, ISBN 2-7021-3107-7.
- (FR) Berthou Thierry, Histoire du Paris Saint-Germain Football-Club (1904-1998), Saint-Maur-des-Fossés, Pages de Foot, juin 1998, ISBN 2-913146-00-7.
- (FR) Dautremepuis Anne e Gilles Verdez, PSG, histoires secrètes : 1995-1998, Paris, Solar, gennaio 1998, ISBN 2-263-02653-3.
- (FR) Basse Pierre, PSG, histoires secrètes : 1991-1995, Paris, Solar, settembre 1995, ISBN 2-263-02317-8.
- Dominique Grimault et Luis Fernandez, Le Parc de mes passions, Parigi, Albin Michel, 1995, ISBN 2-226-07790-1.
- Fabrice Balédant et Alain Leiblanc, Paris S.G. champion !, Lussemburgo, RTL Éditions, 1986, ISBN 2-87951-157-7.
- Francis Le Goulven et Robert Ichah, Paris S.G. : 81/82, Parigi, PAC, 1981.
- Daniel Hechter, Le Football business, Parigi, Fayard, 1979, ISBN 2-85956-118-8.
- Frédéric Chevit et Olivier Rey, Le Roman vrai du Paris SG, Parigi, Fayard, 1977, ISBN 2-213-00520-6.
- (FR) Degorre Damien e Touboul Jérôme, La folle histoire du PSG, Paris, Prolongations, 24 giugno 2009, ISBN 978-2-916400-52-5.
- (FR) Azhar Alain, PSG, ton univers impitoyable, Paris, Solar éd, 30 aprile 2009, ISBN 978-2-263-04886-9.
- (FR) Kollar Michel, Tout, et même plus, sur le PSG, Paris, Hugo Sport, 19 febbraio 2009, ISBN 978-2-7556-0328-6.
- (FR) Riolo Daniel, PSG club capital, Boulogne, Timée éd, 13 aprile 2007, ISBN 978-2-915586-88-6.

### Risorse informative in rete
- Histoire du Paris Saint-Germain Football Club, su psg70.free.fr.
- L’histoire du PSG, su psgstat.fr. URL consultato il 21 luglio 2016 (archiviato dall'url originale il 31 gennaio 2019).
- Histoire du Paris SG, su psgenforce.net. URL consultato il 25 agosto 2016 (archiviato dall'url originale il 24 gennaio 2012).